# Lịch sử nhà Hán

## Lịch sử Tây Hán

### Cao Đế khai quốc
Ba tháng đầu tiên sau cái chết của Tần Thủy Hoàng tại Sa Khâu, các cuộc nổi dậy của nông dân, tù nhân, binh sĩ và hậu duệ của tầng lớp quý tộc cũ tại các nước Chiến Quốc nổi lên khắp nơi. Trần Thắng và Ngô Quảng là hai người nằm trong một nhóm 900 binh sĩ bị điều đi đồn thú ở biên giới, phòng bị quân Hung Nô, đã lãnh đạo cuộc khởi nghĩa đầu tiên. Các cuộc nổi dậy liên tục cuối cùng đã lật đổ nhà Tần vào năm 206 TrCN. Lãnh đạo các cuộc nổi dậy là Hạng Vũ, một chỉ huy quân sự xuất chúng nhưng lại không có tài về chính trị, ông đã chia nước thành 19 nước phong kiến theo ý thích của riêng mình.
Cuộc chiến tiếp theo diễn ra giữa các nước đó trong 5 năm (206-202 TCN), gọi là thời Hán Sở tranh hùng. Lưu Bang là người giành thắng lợi cuối cùng, trở thành vị vua đầu tiên của nhà Hán. Ban đầu, "Hán" (là địa giới do Hạng Vũ phân chia) chỉ gồm vùng Tứ Xuyên, Trùng Khánh và phía nam Thiểm Tây và chỉ là một công quốc nhỏ, nhưng dần lớn mạnh thành một đế chế; nhà Hán được gọi theo công quốc này, tên của nó lại được đặt từ chữ Hán Trung (漢中) — phía nam Thiểm Tây hiện nay, vùng bao quanh thành phố Hán Trung. Sự khởi đầu của triều Hán có thể tính từ năm 206 TCN khi nhà Tần sụp đổ và công quốc Hán được thành lập hay từ năm 202 TCN khi vua nước Sở là Hạng Vũ tự sát.
Sự ra đời nhà Hán được lịch sử ghi nhận là có sự góp công rất lớn của 3 người dưới trướng Lưu Bang là: Mưu sĩ Trương Lương, Đại tướng quân Hàn Tín và Thừa tướng Tiêu Hà. Đương thời gọi 3 người họ là Hán sơ tam kiệt.
Đế quốc mới vẫn giữ lại nhiều phần của cơ cấu hành chính cũ thời nhà Tần nhưng giảm sự cai trị tập trung đi một chút bằng cách lập ra các công quốc chư hầu ở một số vùng để có được thuận lợi về chính trị. Sau khi lập nên triều Hán, Hán Cao Tổ chia nước thành nhiều tiểu quốc phong kiến để thoả mãn một số đồng minh của ông, mặc dù ông đã sắp đặt kế hoạch để trừ khử họ một khi ông đã củng cố xong quyền lực.
Những người kế nghiệp ông từ Hán Huệ Đế đến Hán Cảnh Đế đều tìm cách cai trị Trung Quốc bằng cách tổng hợp các biện pháp của Pháp gia và những tư tưởng triết học Đạo giáo. Trong "thời Đạo giáo giả hiệu" này, một chính quyền tập trung ổn định cai trị toàn bộ Trung Quốc đã được thành lập thông qua sự hồi sinh của các lĩnh vực nông nghiệp và sự tan rã của "các tiểu quốc phong kiến" sau khi đàn áp cuộc Loạn bảy nước bùng nổ vào năm 154 TCN.

### Cao Hậu chuyên chánh
Năm 195 TCN, Lưu Bang qua đời sau 12 năm ở ngôi. Thái tử Lưu Doanh kế vị, tức Hán Huệ Đế, hoàng hậu của Cao Tổ hoàng đế là Lã hậu trở thành Hoàng thái hậu, giữ toàn quyền trong triều đình. Lã hậu từ khi Cao Tổ còn sống đã là người có uy quyền, giúp Cao Tổ dẹp trừ các công thần như Hàn Tín, Bành Việt. Khi Cao Tổ qua đời, trong triều người người đều phục, không ai dám trái.
Vì Hán Huệ Đế kế vị khi còn nhỏ, Lã thái hậu sợ các tướng không phục sẽ làm loạn, do đó bàn mưu với Thẩm Tự Cơ định giết chết các công thần. Tướng Lịch Thương ở kinh thành biết mưu đó, khuyên Thẩm Tự Cơ nên can Lã thái hậu không thực hiện ý định này, vì sẽ kích động các tướng đang cầm quân ở ngoài làm phản. Thẩm Tự Cơ vội đi nói với Lã thái hậu. Lã thái hậu nghe ra, bèn thôi ý định đấy. Vì vậy không xảy ra biến cố nào.
Trong thời gian điều hành của mình, Lã thái hậu là người nhẫn tâm và cứng rắn, bà cho sát hại Thích phu nhân, sủng phi của Hán Cao Tổ và Triệu vương Lưu Như Ý, con của Thích phu nhân. Đối với những người con khác của Hán Cao Tổ, bà cũng nhiều lần gây sức ép, thậm chí khiến họ phải chết như Triệu vương Lưu Hữu, Lương vương Lưu Khôi.
Năm 188 TCN, sau nhiều năm làm hoàng đế bù nhìn, Hán Huệ Đế lâm bệnh qua đời khi mới 22 tuổi.
Trương Yên, hoàng hậu của Huệ Đế không có con. Theo Sử ký, Lã thái hậu mang một đứa trẻ giấu kín vào cung, giả cách rằng Trương Yên có chửa và đến ngày sinh ra đứa bé. Khi Huệ Đế mất, đứa trẻ được đưa lên ngôi, sử gọi là Hán Tiền Thiếu Đế. Bà vẫn nắm quyền điều hành triều chính. Nhiều người con của Cao Tổ hoàng đế bị bà sát hại. Bà phong cho các cháu Lã Đài làm Lã vương, Lã Lộc làm Triệu vương, Lã Thông làm Yên vương.
Năm 184 TCN, Hán Tiền Thiếu Đế dần lớn lên, nghe cung nhân nói mẹ mình bị Lã thái hậu giết bèn sinh ra oán hận. Lã thái hậu sợ, bèn bắt giam lại vào cung rồi bỏ đói cho đến chết. Không ai dám ngăn cản, bà bèn lập một người con khác của Huệ đế là Thường Sơn vương Lưu Nghĩa (hay Lưu Hồng) làm hoàng đế, tiếp tục cầm quyền chính trong triều.
Năm 180 TCN, Lã thái hậu mắc bệnh nặng. Biết mình không qua khỏi, bà phong cháu Lã Lộc làm Thượng tướng quân, thống lĩnh Bắc quân, cho Lã vương Sản làm Tướng quốc, thống lĩnh Nam quân, khống chế lực lượng hộ vệ trong hoàng cung. Sắp xếp xong, bà qua đời, thọ 61 tuổi.
Nhưng Lã Lộc và Lã Sản không phải là đối thủ của các đại thần khai quốc nhà Hán như Trần Bình, Chu Bột. Hai người Trần, Chu đã làm binh biến giết hết các tướng họ Lã mà Lã thái hậu dựng lên để lấy lại thiên hạ cho họ Lưu. Sau khi dẹp loạn họ Lã, các đại thần mời Đại vương Lưu Hằng, con trai thứ của Cao Tổ hoàng đế và Bạc phu nhân.
Lưu Hằng kế vị tức Hán Văn Đế, mở ra thời kỳ thịnh trị yên bình dài lâu cho Triều đại nhà Hán.

### Văn Cảnh chi trị
Từ thời lập quốc, nhà Hán có khả năng giữ được hoà bình với dân tộc du mục phía Bắc Hung Nô bằng cách nộp cống và gả các công chúa cho họ. Tại thời này, mục tiêu của chính quyền là giảm sự hà khắc của hình luật, chiến tranh và các điều kiện sống cho người dân so với thời Tần, hạn chế các đe doạ từ dân du mục bên ngoài và những xung đột sớm bên trong triều đình. Chính phủ giảm bớt thuế và đảm bảo tình trạng cống nộp cho các bộ lạc du mục. Chính sách này giảm can thiệp vào đời sống dân cư, gọi là Dữ dân hưu tức (與民休息) bắt đầu một giai đoạn ổn định.
Hán Văn đế là vị vua chú trọng việc giảm nhẹ thuế khoá và lao dịch cho nhân dân. Năm 178 TCN, ông ra chiếu cho các châu quận giảm thuế, giảm việc làm lao dịch. Năm 177 TCN, Văn Đế cho dân Tấn Dương và Trung Đô được miễn thuế trong 3 năm. Đến năm 168 TCN, ông lại ra chiếu chỉ thu nửa số thuế. Trước thời Hán Văn đế, số thuế thu là 1/15 tổng sản lượng thu hoạch, tới lúc đó giảm đi một nửa tức là chỉ thu 1/30 sản lượng, giảm vài chục lần so với thời nhà Tần. Nhờ chính sách phát triển nông nghiệp, mùa màng bội thu nên việc giảm thuế cũng không làm vơi ngân khố. Sang năm 167 TCN, ông lại hạ lệnh cho dân được miễn trừ thuế ruộng cả năm. Đây là trường hợp ít có trong lịch sử Trung Quốc.
Đối với thuế thân, ông cũng cho giảm từ 120 tiền xuống còn 40 tiền. Với việc lao dịch, trước đây mỗi năm người dân phải đi 1 lần, ông ban chiếu giảm xuống còn 3 năm 1 lần. Mỗi khi có thiên tai, ông thường ra lệnh cho chư hầu không cần tiến cống, lại xoá lệnh bỏ cấm núi đầm, tức là mở cửa những núi đầm của hoàng gia cho nhân dân có thể qua lại hái lượm, đánh bắt trong đó kiếm ăn qua thời mất mùa. Ngoài ra, ông còn nhiều lần hạ chiếu cấm các châu quận cống hiến những kỳ trân dị vật. Trong giai đoạn đầu, nhà Hán đang ở thời kỳ khôi phục kinh tế; tài chính và vật tư đều thiếu thốn. Trước bối cảnh đó, Hán Văn đế chi dùng rất tiết kiệm. Ông trở thành vị vua tiết kiệm nổi tiếng trong lịch sử Trung Quốc.
Lúc này ở phương Nam, Triệu Đà lập ra nước Nam Việt, xưng bá một phương, tự xưng hoàng đế. Thời Hán Cao hậu còn tại vị, triều Hán đã nhiều lần cử binh đánh dẹp nhưng đều đại bại, nhân đó Triệu Đà đánh luôn lên quận Trường Sa của nhà Hán. Đến thời Hán Văn Đế, ông chủ trương đối đãi mềm dẻo với Triệu Đà. Biết mồ mả tổ tiên Triệu Đà ở Chân Định, ông sai người đến trông coi mồ mả cho tổ tiên Triệu Đà, một năm 4 lần tế lễ trọng thể, lại phong quan tước cho chú bác, anh em Triệu Đà. Nhân Lục Giả là người từng đi sứ Nam Việt thời Hán Cao Tổ, ông sai Lục Giả đi sứ Nam Việt lần nữa để thuyết phục Triệu Đà thần phục nhà Hán như trước. Triệu Đà dần cảm phục Hán Văn Đế, lại xưng thần với nhà Hán như trước, lãnh thổ phương nam được yên bình.
Năm 157 TCN, Hán Văn Đế qua đời, thọ 46 tuổi, tại vị được 23 năm. Con trai là Thái tử Lưu Khải kế vị, tức Hán Cảnh Đế. Hán Cảnh Đế tiếp tục chính sách của Văn Đế, nhà Hán lại được giai đoạn thịnh trị, thời kỳ hoàng kim này được gọi là Văn Cảnh chi trị (文景之治).

### Loạn bảy nước
Thời kỳ trị vì của Hán Cảnh Đế xảy ra cuộc nội loạn gọi là Loạn bảy nước (七國之亂; Thất quốc chi loạn). Từ thời Hán Cao Tổ tại vị, đã ra chế độ thiết lập chư hầu, chia đất nước ra nhiều nước nhỏ và phái người trong hoàng tộc đến cai quản. Đến khi Hán Cảnh Đế lên ngôi, ông thấy rằng duy trì chế độ này sẽ gây ra nguy hiểm cho chính quyền nhà Hán, bèn nghe lời Tiều Thố ra sức thu hẹp quyền lực của các chư hầu.
Tiều Thố từng kiến nghị chia nước Ngô của Lưu Tỵ - con Lưu Trọng là anh của Hán Cao Tổ, tức là anh họ của Hán Văn Đế, chú của Hán Cảnh Đế. Tuy nhiên, Cảnh Đế ngại thế nước Ngô đang mạnh sẽ gây xung đột nên chưa thực hiện. Ngô vương Lưu Tỵ là bậc lão thần, càng tỏ ra kiêu căng hống hách, bỏ việc vào chầu thiên tử đã 20 năm. Năm 154 TCN, Tiều Thố giữ chức Ngự sử đại phu, tiếp tục kiến nghị việc này, cùng việc cắt bớt đất của các chư hầu khác, theo đó sẽ tước bớt quận Đông Hải của Sở vương, tước bớt quận Dự Chương và quận Cối Kê của Ngô vương Tỵ, tước bớt quận Thường Sơn của Triệu vương và 6 huyện của Giao Tây vương.
Khi nghe tin bị tước bớt đất đai, Ngô vương rất tức giận, bèn phát binh làm phản. Để có thêm vây cánh, Lưu Tỵ kêu gọi các chư hầu khác hưởng ứng, với danh nghĩa là diệt trừ gian thần Tiều Thố, "làm sạch chỗ cạnh vua". Sáu nước ủng hộ Ngô vương hợp lại thành 7 nước gồm có:
1. Ngô vương Lưu Tỵ.
2. Sở vương Lưu Mậu.
3. Triệu vương Lưu Toại.
4. Tế Nam vương Lưu Tịch Quang.
5. Tri Xuyên vương Lưu Hiền.
6. Giao Tây vương Lưu Ngang.
7. Giao Đông vương Lưu Hùng Cừ.

Ngô vương Tỵ còn hiệu triệu thêm Đông Việt và Mân Việt hưởng ứng theo; Triệu vương Toại cũng sai sứ giả đến liên lạc với Hung Nô để xin phát binh ủng hộ.
Thế quân 7 nước rất lớn. Trong triều, Tiều Thố và Viên Áng bất hòa. Viên Áng khuyên Hán Cảnh Đế nên bắt giết Tiều Thố thì quân chư hầu sẽ lui, vì chư hầu chỉ oán một mình Tiều Thố. Hán Cảnh Đế trong tình hình nguy cấp, vội vã nghe theo Viên Áng, bèn sai triệu kiến Tiều Thố rồi bắt giữ và chém ngang lưng ở chợ Đông. Cảnh Đế sai Viên Áng làm Thái thường, lãnh trách nhiệm sứ giả đi báo với Ngô vương việc giết Tiều Thố và phục lại đất đai cho chư hầu. Lúc đó Ngô vương và Sở Vương đang vây đánh nước Lương. Ngô vương không những không lui binh mà bắt luôn Viên Áng, ép phải theo mình làm phản. Viên Áng tìm cơ hội trốn thoát được.
Hán Cảnh Đế bèn ra lệnh cho Chu Á Phu, con trai của Chu Bột lãnh đại quân đánh dẹp các nước chư hầu. Dẹp xong loạn 7 nước, Hán Cảnh Đế ra lệnh xóa bỏ nước phong của các chư hầu này, đưa đất đai về dưới quyền quản lý trực tiếp của Hoàng đế. Ngoài ra, ông còn tiến hành chỉnh lý địa giới một số nước chư hầu, thu nhỏ quyền lực của họ, như nước Sở chỉ có quận Bành Thành, nước Đại chỉ có quận Thái Nguyên.
Năm 141 TCN, Hán Cảnh Đế qua đời, thọ 47 tuổi, ở ngôi được 16 năm. Thái tử Lưu Triệt lên kế vị, tức Hán Vũ Đế, nhà Hán bước vào một giai đoạn mới.

### Hán Vũ thời đại

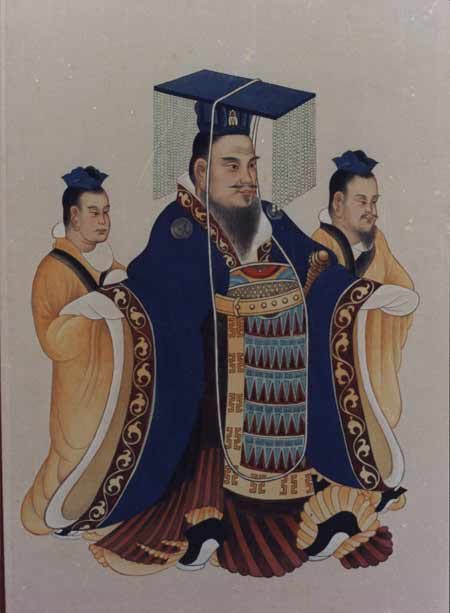
Vũ Đế

Hán Vũ Đế Lưu Triệt, là con trai thứ 10 của Hán Cảnh Đế và Vương hoàng hậu. Thời trẻ, Lưu Triệt giành được ngôi thái tử của anh trai Lưu Vinh nhờ vào cuộc hôn nhân cùng với Trần A Kiều, con gái của cô ruột ông là Quán Đào công chúa.

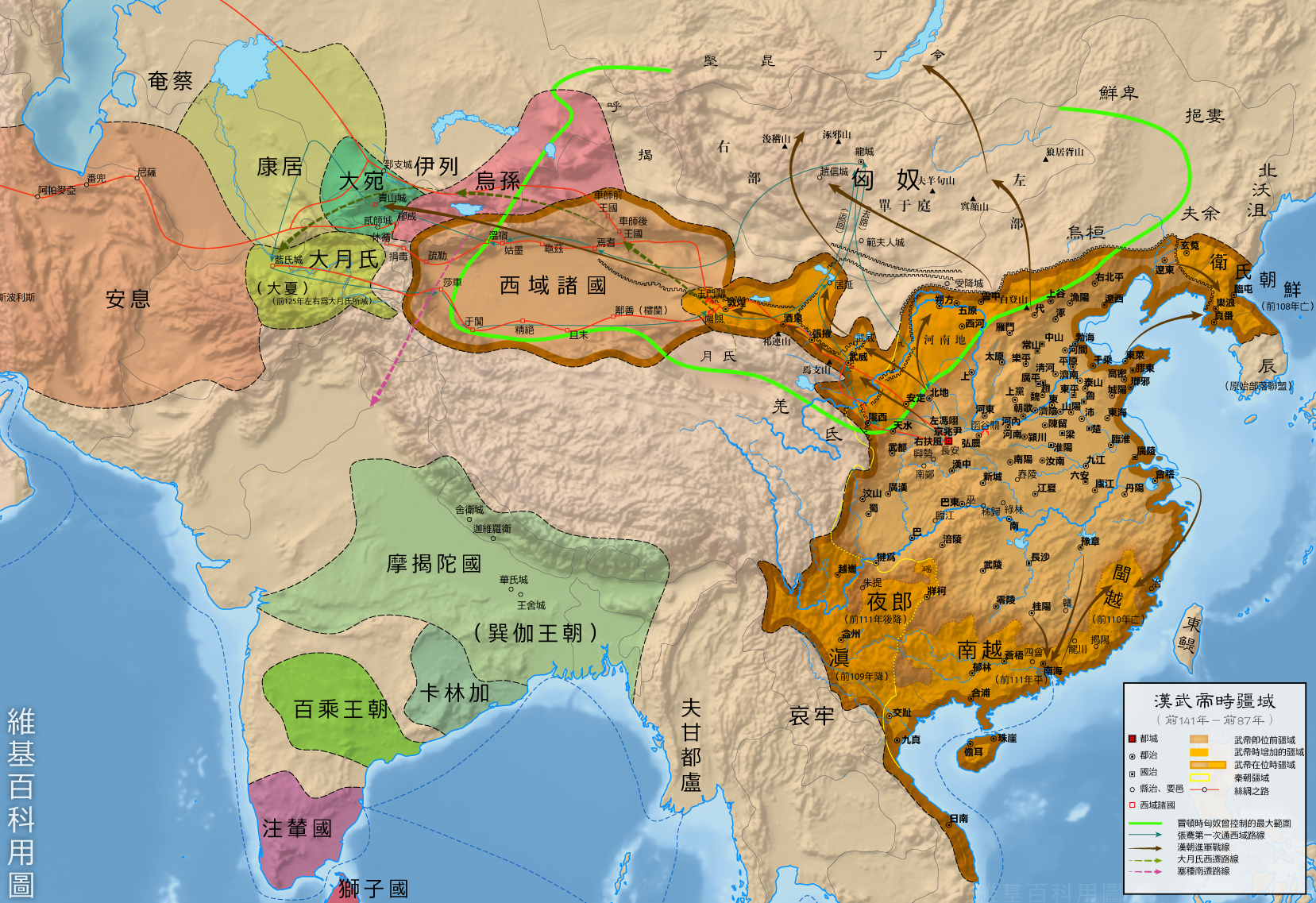
cương vực Đại Hán thời Hán Vũ Đế Lưu Triệt

Năm 141 TCN, sau cái chết của cha, ông bước lên ngôi Hoàng đế và cai trị từ năm 140 TCN đến 87 TCN, khoảng 54 năm. Ông là vị Hoàng đế trị vì lâu nhất trong các Hoàng đế nhà Hán và lâu nhất ở Trung Quốc từ sau đời Tần Chiêu Tương vương đến trước đời Khang Hy.
Ông được đánh giá là vị hoàng đế tài ba, đã làm nhiều việc củng cố nền cai trị và mở cửa ra bên ngoài. Dưới thời trị vì của ông, nhà Hán đã phát triển lớn về chính trị và quân đội, tiến hành các cuộc xâm lược vào Vệ Mãn Triều Tiên, Dạ Lang, Hung Nô, Nam Việt, Mân Việt, Đông Âu; kết thân và thiết lập quan hệ với các nước ở phía tây, mở rộng lãnh thổ phía đông đến Bán đảo Triều Tiên, phía bắc đến vùng sa mạc Gobi, phía nam tới miền Bách Việt và phía tây vươn ra tận Trung Á.
Ông chủ trương sử dụng Nho giáo làm tư tưởng trị nước, nhưng cũng tôn sùng Đạo giáo. Sự công nhận chính thức đối với Nho giáo này dẫn tới một hệ thống bổ nhiệm quan chức dân sự duy nhất, nhưng các ứng cử viên cũng bắt buộc phải thông hiểu các tác phẩm kinh điển của Khổng giáo (Tứ thư, Ngũ kinh) đối với hệ thống quan lại của đế quốc.
Về cuối đời, do tin vào thuật trường sinh bất lão, ông đã tiêu tốn rất nhiều vàng bạc để đi tìm thuốc trường sinh và tin dùng gian thần Giang Sung, dẫn đến vụ án Vu Cổ vào năm 91 TCN.
Năm đó, vợ của thừa tướng Công Tôn Hạ sử dụng thuật vu cổ bị phát giác, cả nhà Công Tôn Hạ bị giết. Ngoài ra những thành viên trong thân tộc họ Lưu cũng bị liên lụy, trong đó có Dương Thạch và Chư Ấp công chúa, con gái của Vệ Hoàng hậu. Hán Vũ Đế sau đó quyết định mở rộng việc điều tra, giao việc này cho sủng thần Giang Sung và Án Đạo hầu Hàn Thuyết, vì trước đó Giang Sung nói có cổ khí ở trong cung. Giang Sung vốn có hiềm khích với thái tử Lưu Cứ, con của Vệ hoàng hậu, bèn muốn nhân cơ hội này lật đổ Thái tử.
Tháng 7 năm đó, Giang Sung tìm đến cung của Vệ hoàng hậu và thái tử Lưu Cứ, rao lên rằng có bùa yểm. Lưu Cứ sợ Giang Sung hại mẹ con mình, bèn giả lệnh vua bắt Sung và mang quân chiếm cứ các vị trí trọng yếu trong kinh thành Trường An. Hán Vũ Đế đang dưỡng bệnh, nghe tin Thái tử làm loạn bèn sai thừa tướng Lưu Khuất Mạo đem quân bắt Thái tử. Cuối cùng thái tử Lưu Cứ bị thua, phải tự vẫn. Vệ hoàng hậu bị buộc phải tự vẫn; 3 hoàng tử, 1 công chúa khác cũng bị xử tử.
Không lâu sau đó thừa tướng Lưu Khuất Mạo cũng bị cho là dính dáng tới chuyện yểm bùa và bị giết.
Cuối cùng Hán Vũ Đế tỉnh ngộ ra rằng những chuyện yểm bùa phần nhiều do Giang Sung bày đặt ra, nên bắt giết cả nhà Giang Sung. Vì thương nhớ thái tử, Hán Vũ Đế cho xây cung Tử Tư (nhớ con).
Hán Vũ Đế lập người con út là Lưu Phất Lăng làm Hoàng thái tử. Lúc đó, ông cảm thấy Thái tử còn trẻ mà mình không sống được bao lâu nữa, sợ sau khi mình chết, Phất Lăng kế vị thì Câu Dặc phu nhân, mẹ ruột của Thái tử sẽ được làm Hoàng thái hậu nhiếp chính, thao túng triều cương. Hán Vũ Đế bắt Câu Dặc phu nhân phải chết, Lưu Phất Lăng được giao cho Ngạc Ấp công chúa (鄂邑公主), con gái của Hán Vũ Đế nuôi dạy.
Tháng 3, năm 87 TCN, Hán Vũ Đế mất, Thái tử Lưu Phất Lăng lên ngôi, tức là Hán Chiêu Đế. Vua mới tuổi còn nhỏ, được Đại tư mã Hoắc Quang giúp sức.

### Chiêu Tuyên trung hưng

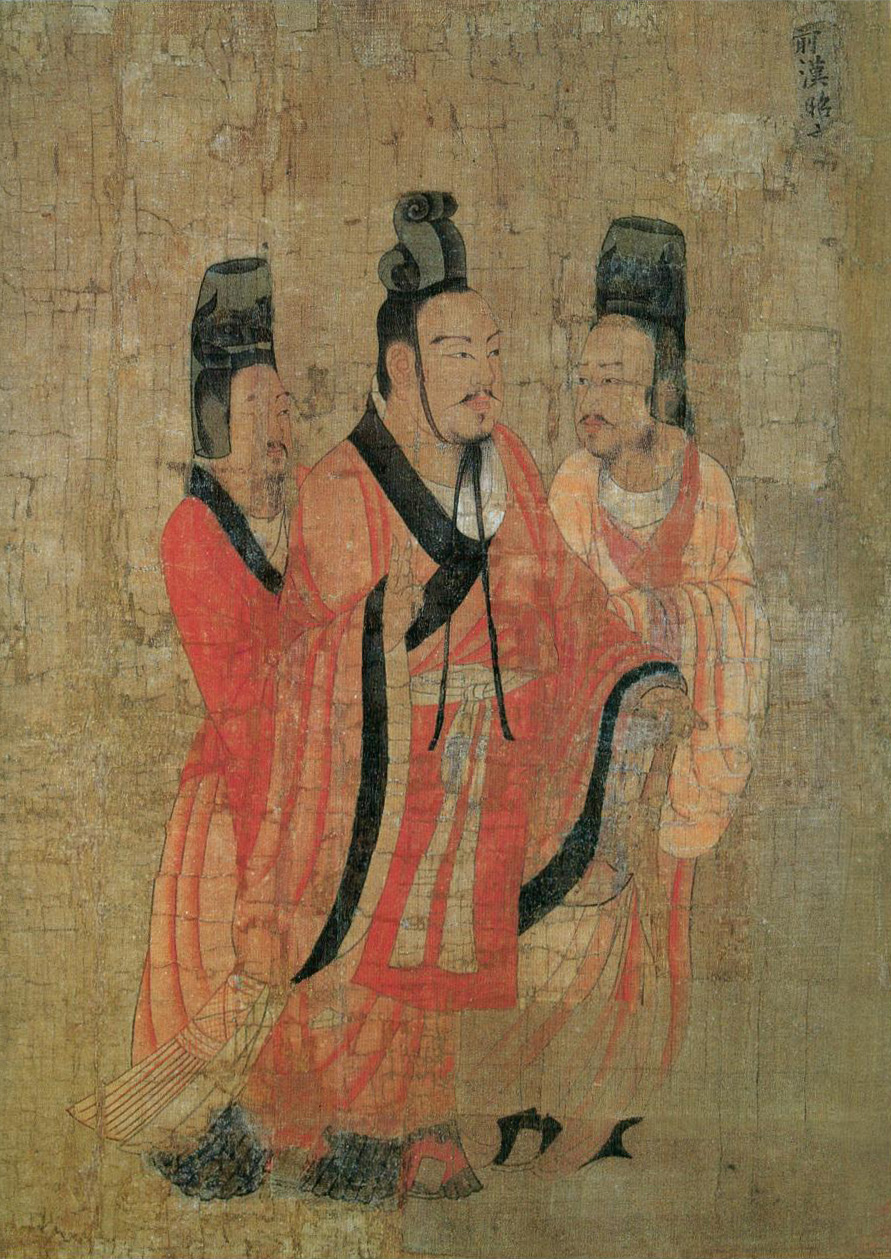
Hán Chiêu Đế Lưu Phất Lăng

Hán Chiêu Đế Lưu Phất Lăng, con trai út của Hán Vũ Đế Lưu Triệt kế vị khi chỉ vừa 8 tuổi. Câu Dặc phu nhân bị bức tử, không có Hoàng thái hậu nhiếp chính, trong triều được điều hành bởi 3 người là Hoắc Quang, Thượng Quang Kiệt (上官桀) và Kim Mật Đê. Triều đình nhà Hán tiếp tục sự ổn định.
Năm 80 TCN, xảy ra sự biến chính biến Nguyên Phụng (元鳳政變), Thượng Quan Kiệt âm mưu lật đổ Chiêu Đế bị phát giác, xử tử cả dòng tộc, Hoắc Quang một mình thao túng triều chính. Hoắc Quang là người chính trực, nghiêm minh, đề cao Nho giáo một mực cung kính Hán Chiêu Đế, không có lòng mưu phản như Thượng Quan Kiệt. Bản thân Hán Chiêu Đế cũng là vị hoàng đế có tài, ông ra sức khôi phục kinh tế, quân sự và xã hội sau thời gian bị tàn phá vào cuối đời Hán Vũ Đế.

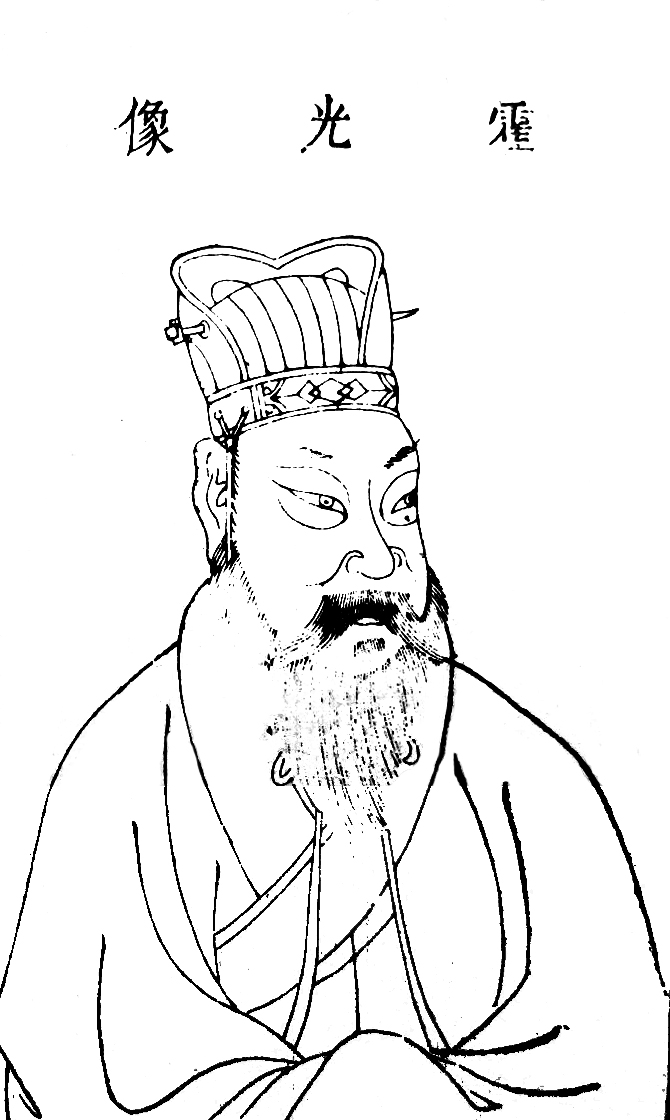
Hoắc Quang, đại thần thời Hán Chiêu Đế.

Năm 74 TCN, Hán Chiêu Đế qua đời sau 13 năm cai trị, không có con nối dõi. Hoắc Quang lại chọn người cháu nội của Hán Vũ Đế, con trai Xương Ấp Ai vương là Lưu Hạ lên kế vị, nhưng Lưu Hạ lại là người dâm loạn vô đạo, khi về Trường An làm vua đã mang theo 200 thủ hạ, đến khi lên ngôi lại ăn chơi sa đọa, làm nhiều việc thất đức, không lo việc triều chính, quan hệ với các cung nữ của Hán Chiêu Đế, lấy xe của Thượng Quang hoàng thái hậu cho nô tỳ dùng, khiến các phép tắc trong triều bị đảo lộn. Chỉ trong 27 ngày, Lưu Hạ đã làm tất cả 1127 việc xấu. Hoắc Quang thấy vậy muốn phế đi, bèn dâng thư lên Thượng Quang hoàng thái hậu.

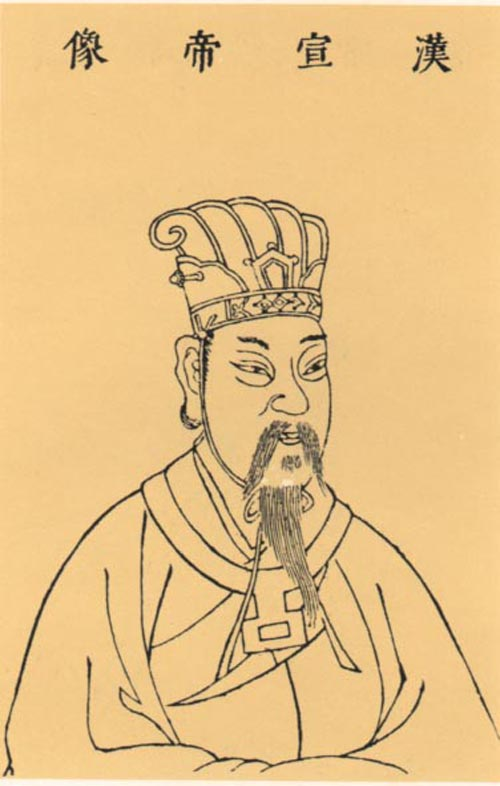
Hán Tuyên Đế Lưu Tuân

Sau khi bỏ Lưu Hạ, Hoắc Quang thương nghị với các đại thần và cuối cùng quyết định chọn người cháu chắt của Hán Vũ Đế, cháu nội Lệ thái tử Lưu Cứ là Lưu Bệnh Dĩ lên làm hoàng đế, tức Hán Tuyên Đế.
Năm 73 TCN, Hoắc Quang trả lại quyền làm chủ cho Tuyên Đế, tuy nhiên ông vẫn giữ một quyền hành nhất định trong triều. Năm 68 TCN, Hoắc Quang mất, dòng họ Hoắc lúc đó vì muốn Hoắc Thành Quân lên ngôi Hoàng hậu, đã giết chết Cung Ai hoàng hậu Hứa Bình Quân của Tuyên Đế, khiến Tuyên Đế quyết tâm trừ họ Hoắc. Hơn 1000 người trong gia tộc và liên quan của họ Hoắc bị sát hại.
Sau vụ án họ Hoắc, Hán Tuyên Đế chỉnh đốn lại triều đình, khôi phục kinh tế. Đối với Tây Vực, ông tiếp tục thành lập chế độ đô hộ với 16 nước ở trong khu vực, tiếp tục giữ vị thế hòa hãn và giao lưu, đồng thời khống chế họ không làm loạn, li khai khỏi quốc gia Đại Hán. Đối với Hung Nô, Tuyên Đế tiếp tục sự cường thế có được từ thời Hán Vũ Đế.
Sau hai đời Hán Chiêu Đế, Hán Tuyên Đế, quốc gia Đại Hán đã khôi phục lớn về kinh tế, vốn đã bị tàn phá rất nặng sau nhiều năm chinh chiến dưới thời Hán Vũ Đế. Thời kỳ yên bình và phồn vinh này được gọi là Chiêu Tuyên trung hưng (昭宣中興).

### Vương Mãng đoạt vị

Vương Mãng

Nhà Tây Hán dưới thời Hán Nguyên Đế (49 TCN - 33 TCN), Hán Thành Đế (33 TCN - 7 TCN), Hán Ai Đế (7 TCN - 1 TCN), Hán Bình Đế (1 TCN - 5) đều dần dần trở nên suy yếu. Trong triều đều bị ngoại thích thao túng. Từ thời Hán Thành Đế, ngoại thích họ Vương, dòng họ của Hiếu Nguyên hoàng hậu Vương Chính Quân, hoàng hậu của Hán Nguyên Đế đã là trọng thần trong triều, thao túng toàn bộ Triều đại của Hán Thành Đế.
Vương Mãng, là một quý tộc xuất thân từ dòng dõi ngoại thích họ Vương, là cháu của Hiếu Nguyên hoàng hậu, đã dần nổi lên và cướp ngôi nhà Hán, lập ra nhà Tân mà ông là vị Hoàng đế duy nhất.
Tình hình kinh tế lâm vào nguy ngập ở cuối thời Tây Hán. Vương Mãng vốn tin rằng họ Lưu đã mất thiên mệnh, chiếm lấy quyền lực và muốn quay trở lại thời trước với các cải cách tiền tệ và ruộng đất mạnh mẽ, nhưng những cải cách này còn mang tới kết quả tệ hại hơn. Cuối cùng chính quyền của nhà Tân của ông bị lật đổ bởi Khởi nghĩa Lục Lâm, được phát động bởi chính các hoàng thân nhà Hán.
Cuối cùng, vào năm 25, sau nhiều trận binh đao, Lưu Tú, một thành viên của hoàng tộc nhà Hán lên ngôi Hoàng đế, thiết lập lại Hán triều, sử gọi là Đông Hán, đặt kinh đô ở Lạc Dương. Sử sách gọi ông là Hán Quang Vũ Đế.

## Lịch sử Đông Hán

### Quang Vũ trung hưng

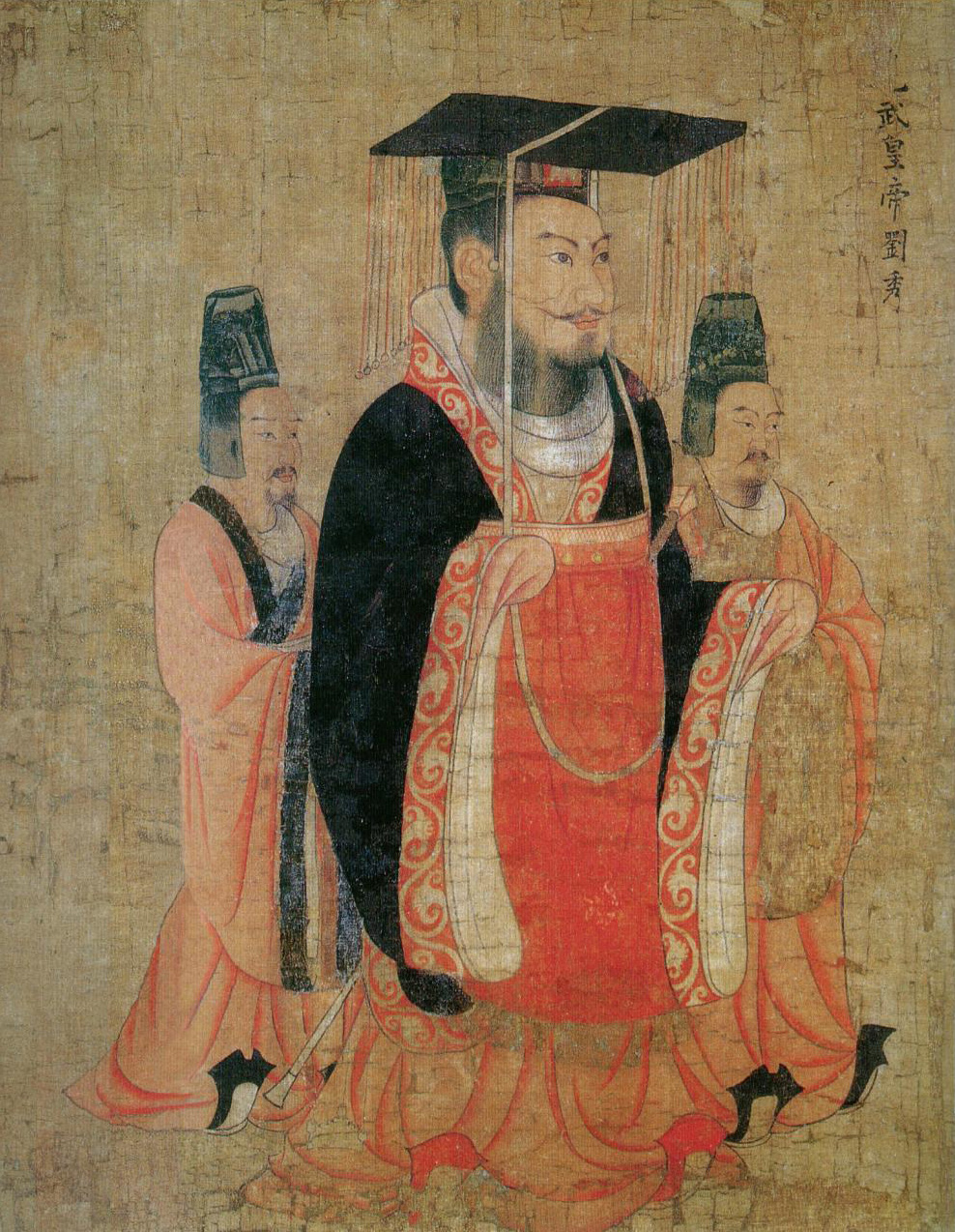
Hán Quang Vũ Đế Lưu Tú

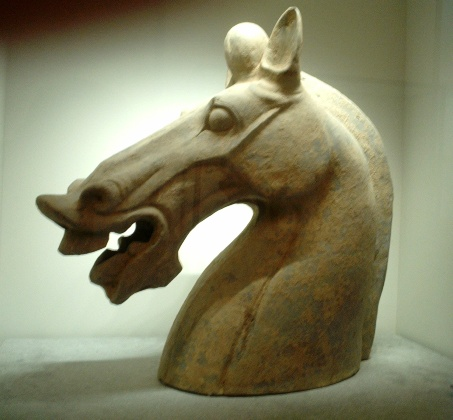
Đầu ngựa bằng đất nung thời Hậu Hán (thế kỷ 2)

Khi vừa hoàn thành việc thống nhất quốc gia, Hán Quang Vũ Đế lập tức dẹp bỏ việc võ mà sửa việc văn, chủ trương cai trị thiên hạ bằng nhu đạo. Ông chú trọng tới việc giải phóng cho nô tỳ, tranh thủ sự đồng tình của những người nghèo khổ trong xã hội.
Năm 39, ông xuống chiếu lệnh cho các quận, huyện kiểm tra lại số ruộng đất trồng trọt, hộ khẩu và tuổi tác người dân trong nước, gọi là độ điền. Mục đích của việc làm này là hạn chế việc chiếm hữu quá nhiều đất của địa chủ. Ông thúc đẩy xây dựng thủy lợi tạo điều kiện cho sản xuất nông nghiệp. Trên thực tế, việc áp dụng không được hiệu quả như mong muốn của ông. Các quan lại e ngại thế lực của các địa chủ nên không dám truy số ruộng đất mà họ chiếm hữu. Tuy Quang Vũ Đế có trừng phạt một số việc làm sai trái nhưng không thay đổi tình hình được nhiều. Việc này chỉ mang lại sự làm dịu mâu thuẫn về đất đai so với trước và điều đó ít nhiều có tác dụng kích thích nông dân tham gia sản xuất, hồi phục kinh tế đất nước.
Một khó khăn cho nhà nước Đông Hán non trẻ là việc tái thiết lại nền kinh tế sau những năm nội chiến và thiên tai hoành hành ở vùng Hoàng Hà dưới thời Vương Mãng. Quang Vũ Đế đã thi hành nhiều chính sách tích cực như giảm thuế từ 1/10 sản lượng xuống 1/30 sản lượng như thời Hán Văn Đế và Hán Cảnh Đế, phục viên binh lính để tăng thêm nhân lực cho khu vực sản xuất nông nghiệp, xây dựng các công trình thủy lợi, không tăng thêm số lính ở vùng biên cương,... nhờ vậy tình hình xã hội tương đối ổn định. Những nông dân tản cư được đưa về quê cũ. Các quan liêu phú hào có nhiều ruộng đất không khai báo trung thực về số đất đai và nhân khẩu sở hữu để trốn thuế.
Nhằm kiểm soát dân số và hạn chế quyền lực của quan lại địa phương, Quang Vũ Đế thi hành chính sách lộ điền, những người sở hữu nhiều ruộng đất không được phép mua bán ruộng và xây dựng lực lượng vũ trang riêng. Quang Vũ Đế xuống chiếu cho các địa phương phải đăng ký lại số ruộng và hộ khẩu thực tế, khi phát hiện ra sự việc gian trá, hơn 10 quan viên cao cấp phạm tội đã bị xử tử. Tuy nhiên do không thực thi triệt để nên về sau tình trạng này vẫn tái diễn. Đến năm 57 khi Quang Vũ Đế qua đời, mới chỉ có 21 triệu người đóng thuế.
Quang Vũ đế phát triển kinh tế bằng cách giảm thuế, nhiều đến mức tối đa mà ông cho là có thể: ở mức 10 hay 13% sản lượng hay lợi nhuận.
Hán Quang Vũ Đế đề xướng việc tiết kiệm, giảm quan, bớt chức, bãi bỏ quân vũ trang địa phương cho về quê làm ruộng. Ông còn giảm bớt chức quận đô uý, tăng trách nhiệm cho thái thú. Hán Quang Vũ Đế thu gọn bộ máy chính quyền từ huyện, ấp, đạo, chỉ giữ lại 1/4 trong số đó. Vì vậy số quan lại hưởng lương chỉ bằng 1/10 thời Tây Hán. Binh lính tại các quận, huyện cũng được cho giải tán bớt về quê để bớt khẩu phần ăn theo; các vùng biên ải cũng không tuyển thêm quân. Do bớt quan chức, gánh nặng chi phí cũng giảm, vì vậy thuế đóng góp của nhân dân cũng bớt đi.
Ông tái lập lại chế độ phong vương cho con cháu (Vương quốc) và phong hầu cho công thần (Hầu quốc), chia lại đất đai cho nông dân và các quý tộc. Tầng lớp thượng lưu được ban cấp nhiều ruộng đất. Chính sách này về sau được Triệu Khuông Dẫn, hoàng đế khai quốc nhà Tống áp dụng. Số người được phong hầu trong vương thất là 125 người, trong các công thần là 365 người. Đối với các công thần, Hán Quang Vũ Đế ban thưởng công lao rất hậu nhưng không để họ can thiệp vào việc triều chính, cũng như không để họ có thực lực, thực quyền làm phát sinh tranh chấp quyền lực giữa thiên tử và chư hầu như đầu thời Tây Hán.
Năm 57, Hán Quang Vũ Đế qua đời, hưởng thọ 63 tuổi. Ông ở ngôi tất cả 32 năm.
Thái tử Lưu Trang lên nối ngôi, tức là Hán Minh Đế, tiếp tục cai trị nhà Hán trở lại thời gian cực thịnh.

### Minh Chương chi trị
Nhà Đông Hán dưới Triều đại của Hán Minh Đế (57 - 75), Hán Chương Đế (75 - 88) tiếp tục đạt tới thời kỳ thịnh vượng, thời kỳ này được gọi là Minh Chương chi trị (明章之治).
Dưới Triều đại của 2 vị Hoàng đế này, nhà Hán tiếp tục được mở rộng lãnh thổ, thu phục được Hung Nô và làm chủ Tây Vực. Đặc biệt là việc thành lập Con đường tơ lụa vào thời kỳ này, giúp quan hệ giữa Trung Quốc và các nước phương Đông, Trung Á ngày càng phát triển. Việc Trung Quốc trở nên thịnh vượng lại làm xuất hiện cố gắng mở rộng về phía tây.

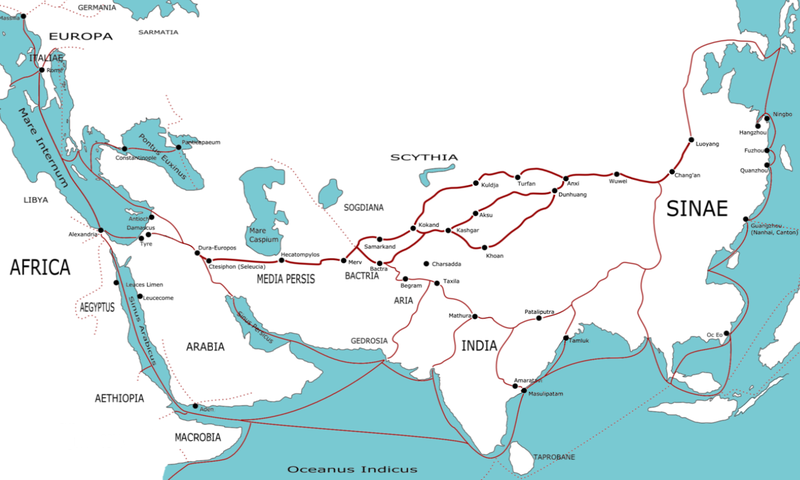
Con đường tơ lụa (絲綢之路)

Đời Hán Minh Đế, Lư Phương cát cứ vùng An Định được Hung Nô ủng hộ đã chiếm các quận Ngũ Nguyên, Sóc Phương, Vân Trung, Định Tương, Nhạn Môn, giúp cho Hung Nô có cơ sở tiến xuống phía nam. Quang Vũ Đế không đủ sức chống trả nên phải bỏ khu vực từ Hà Sáo đến Tinh Châu và phía bắc U Châu, dời tất cả dân cư vào nội địa.
Khoảng năm 45, Hung Nô bị nhiều nạn hạn hán và một nạn châu chấu, súc vật chết nhiều, dân đói. Nước chia làm hai: Bắc sống độc lập, Nam lệ thuộc Hán; Quang Vũ Đế mưu mô gây sự bất hòa giữa hai bên. Nhằm cắt đứt liên hệ giữa Bắc và Nam Hung Nô nhà Đông Hán cho đặt Độ Liêu Tướng quân xây đồn lũy ở các vùng Ngũ Nguyên, Mang Bá (đông nam của Đạt Lạp Đặc Kỳ thuộc Nội Mông). Qua đời sau Hán Minh Đế làm tuyệt đường giao thông giữa Bắc và Nam Hung Nô, rồi sai Đậu Cố (竇固) đánh Bắc Hung Nô, chiếm đất làm đồn điền.
Năm 73, Đại tướng quân Đậu Cố đã chỉ huy quân Hán tấn công miền Nam Hung Nô. Năm 88, Xa kỵ tướng quân Đậu Hiến đem quân đánh Hung Nô, Bắc Thiền vu bỏ trốn, hơn 2 vạn người đầu hàng. Quân Hán đánh thẳng lên núi Yến Nhiên (núi Hàng Ái, Mông Cổ) lập bia đá kỷ niệm chiến công ở đó. Năm 90, quân Hán đoạt lại Y Ngô Lư, cùng với quân Nam Hung nô tiến đến Kê Lộc Tán (tây Hàng Cẩm Hậu Kỳ, Mông cổ) để tấn công Hung Nô. Năm 91, Đại tướng quân Đậu Hiến dẫn quân Hán bao vây Bắc Thiền vu của Hung Nô tại núi Kim Huy (Antai), một bộ phận người Hung nô bỏ chạy sang Ô Tôn, Bắc Hung nô bị đánh bại triệt để, từ đó dời bỏ Cao nguyên Mông Cổ phải dời sang phía tây.
Năm 97, con trai Ban Siêu là Ban Dũng gửi sứ thần Cam Anh đến phía tây đến được nước Điều Chi bên vịnh Ba Tư chuẩn bị vượt biển để đến Đế quốc La Mã thì người nước An Tức (Ba Tư) nói: " Biển rất rộng, gặp gió xuôi phải 3 tháng mới vượt qua được, nếu gió ngược thì phải mất 2 năm. Cho nên người vượt biển ai cũng phải chuẩn bị đủ lương thực 3 năm để dùng. Đó là chưa nói sống trên biển rất dễ bị bệnh nhớ quê hương cho nên luôn có người chết ngoài biển". Nghe lời nói đó, Cam Anh không dám vượt biển, đành quay trở về. Tuy nhiên đến năm 166, một phái đoàn La Mã đã thông thương với Đông Hán.
Đến giữa thế kỷ thứ nhất, trải qua sự thống trị của 3 đời hoàng đế Hán Quang Vũ Đế, Hán Minh Đế và Hán Chương Đế thì Vương triều Đông Hán đã từng bước lấy lại sự thịnh vượng của nhà Hán trước đây. Các tướng lĩnh như Cảnh Yểm, Đậu Cố, Ban Siêu mở mang bờ cõi đến tận biển Caspian và nước Ukraina hiện nay, quan hệ trực tiếp với Đế quốc Parthia và gửi các đoàn sứ thần đến Đế quốc La Mã cũng đang thời kỳ hoàng kim tại châu Âu.

### Thái hậu chuyên quyền
Từ đời Hán Chương Đế còn tại vị, họa ngoại thích của hoàng hậu đã bắt đầu nhem nhúm khi Chương Đức Đậu hoàng hậu ra sức tăng cường thế lực dòng họ Đậu, áp chế các quyền thần trong triều.
Việc Hoàng thái hậu toàn quyền nhiếp chính xảy ra liên tiếp trong các đời về sau: Hán Hòa Đế (88 - 105), Hán Thương Đế (106), Hán An Đế (106 - 125), Hán Thuận Đế (125 - 144).
Năm 88, Hán Hòa Đế Lưu Triệu kế vị, Đậu hoàng hậu trở thành Đậu thái hậu, nắm quyền nhiếp chính trong nhiều năm. Đậu Hiến, anh trai của Đậu thái hậu được giữ chức Xa kỵ tướng quân, sau chiến công bình định Bắc Hung Nô lừng lẫy, được phong Đại tướng quân. Năm 91, ông truy kích Bắc Hung Nô đại thắng, quyền hành nhất trong triều đình, uy danh lừng lẫy. Thời kỳ tại vị của Hán Hòa Đế, uy danh và quyền lực của nhà Hán đạt đến độ cực thịnh, khi mà Thái Luân chế tạo ra giấy, tạo bước phát triển mới cho văn hóa; Ban Cố viết Hán Thư, Đậu Hiến ra tay dẹp Hung Nô. Đại tướng quân Đậu Hiến sau chiến công đó thì trở nên kiêu ngạo, dựa vào Đậu Thái hậu mà phô trương thế lực, tỏ ra coi thường Hòa Đế, khiến Hòa Đế đem lòng ghét bỏ, mưu trừ Đậu Hiến và ngoại thích họ Đậu. Năm 92, Hán Hòa Đế ra tay dẹp bỏ ngoại thích họ Đậu, giết chết Đậu Hiến, giam lỏng Đậu Thái hậu. Do ông dựa vào hoạn quan Trịnh Chúng (鄭眾) để giết được Đậu Hiến, nên ban thưởng ông ta và trọng dụng thân tín. Họa hoạn quan khiến nhà Hán tàn vong về sau bắt đầu từ đây.
Trong cung, ông sủng ái Quý nhân Đặng Tuy và lập bà làm Hoàng hậu, vì quá thương yêu bà, ông cho bà can thiệp triều chính. Đặng hoàng hậu là người uyên bác, hiểu lễ nghĩa, không can thiệp quá sâu như Đậu hoàng hậu lúc trước. Năm 105, Hán Hòa Đế qua đời, Thái tử Lưu Long (劉隆) kế vị, tức Hán Thương Đế, Đặng hoàng hậu lên làm Hoàng thái hậu nhiếp chính, lại trọng dụng họ Đặng, phong cho anh là Đặng Chất (鄧騭) làm Xa Kỵ tướng quân. Hán Thương Đế chết khi còn rất nhỏ, Đặng Thái hậu lại lập Lưu Hỗ - con của Thanh Hà Hiếu vương Lưu Khánh, con trưởng của Hán Chương Đế và là anh ruột của Hán Hòa Đế – lúc đó mới 12 tuổi lên ngôi, tức là Hán An Đế. Đặng thái hậu tuy được đánh giá là một vị Hoàng hậu có tài năng, tuy nhiên việc thâu tóm quyền lực về bản thân quá nhiều đã làm mâu thuẫn đối với vị hoàng đế trẻ Hán An Đế, khiến cho sau này An Đế ra tay dẹp trừ hoàn toàn dòng dõi họ Đặng, dẫn đến tuyệt hậu.
Năm 125, Hán An Đế Lưu Hỗ băng hà, Bắc Hương Hầu Lưu Ý được dòng họ Diêm của Diêm hoàng hậu đưa lên ngôi, nhưng 7 tháng sau thì ốm chết. Diêm thái hậu dùng binh biến, chống lại hoạn quân Tôn Trình (孫程) muốn lập hoàng tử Lưu Bảo kế vị. Cuộc chiến xảy ra trong nhiều tháng, cuối cùng Diêm thái hậu và phe cánh họ Diêm đại bại. Lưu Bảo mới 11 tuổi được đưa lên ngôi, tức là Hán Thuận Đế. Cho dù Hán Thuận Đế là người năng lực kém cỏi trong việc cai trị và nạn tham nhũng không bị ngăn chặn, hòa bình vẫn được đảm bảo.
Năm 132, Thuận Đế lấy vợ là Lương hoàng hậu, từ đó họ Lương bắt đầu tham gia triều chính. Họ Lương có nguồn gốc từ Lương Nhiễu, làm Thái thú quận Tửu Tuyền thời Vương Mãng, cùng Đậu Dung cát cứ đất Hà Tây, sau về hàng Quang Vũ Đế được phong hầu, kết thông gia với Quang Vũ Đế. Năm 135, Thành Thạch hầu Lương Thượng, cha Hoàng hậu được phong làm Đại tư mã chỉ huy quân đội, kiểm soát triều chính. Tuy nhiên Lương Thượng lại là người trong sạch và trung thực, nhiều khi nhân nhượng không muốn trừng phạt những người vi phạm pháp luật. Trong các năm (136 -138) tại miền Nam, nhiều cuộc nổi dậy của dân chúng nổ ra tại miền nam. Vào năm 139, người Khương lại nổi dậy, cuộc nổi dậy kéo dài mãi trong suốt đời Thuận Đế, Triều đình hao tổn rất nhiều quân phí và binh lực đánh dẹp. Năm 141, người Khương đánh bại quân Hán do Mã Hiển chỉ huy và tiến đến gần Trường An, đốt cháy lăng mộ các vua triều Tây Hán. Tại địa hạt Kinh Châu (Hồ Nam, Hồ Bắc, Nam Hà Nam) và Dương Châu (Giang Tây, Chiết Giang, Trung và Nam Giang Tô, An Huy), tình hình cũng không yên ổn bởi các cuộc nổi dậy của các bộ tộc ít người.
Năm 141, Lương Thượng chết, Hán Thuận Đế đưa con ông ta là Lương Ký lên thay, phong làm Đại tướng quân. Em Lương Ký là Lương Bất Nghi làm Hà Nam doãn. Nhà họ Lương có tất cả bảy người được phong tước hầu, 3 người tấn phong Hoàng hậu, 6 người được nạp làm Quý nhân, 2 người làm Đại tướng quân, 57 người tham gia bộ máy chính quyền.

### Lương Ký lộng hành
Đại tướng quân Lương Ký, xuất thân từ ngoại thích họ Lương đã thao túng triều đình qua nhiều đời hoàng đế nhà Hán: Hán Xung Đế (145 - 146), Hán Chất Đế (145 - 146), Hán Hoàn Đế (146 - 167).
Năm 144, Hán Thuận Đế chết, Lương hoàng hậu trở thành Hoàng thái hậu, đưa Thái tử Lưu Bỉnh lên kế vị, tức Hán Xung Đế.
Hán Xung Đế làm vua chỉ được một thời gian thì chết yểu. Lương thái hậu ngay lập tức cho phát tang, bố cáo toàn thiên hạ. Bà triệu tập cháu 4 đời của Hán Chương Đế là Thanh Hà vương Lưu Toán (劉蒜) cùng Lưu Toản, con của Bắc Hải vương Lưu Hồng (劉鴻) về Lạc Dương để quyết định người kế vị. Các đông đảo đại thần xin lập Lưu Toán vì ông đã trưởng thành, đảm đương được trọng trách nhưng Lương Ký lại muốn lập Lưu Toản để dễ bề điều khiển chính sự. Cuối cùng, Lương thái hậu lập Lưu Toản mới 8 tuổi làm hoàng đế, tức Hán Chất Đế. Lương Ký thông qua Lương thái hậu nắm toàn bộ quyền hành trong triều.
Hán Chất Đế tuổi tuy còn nhỏ nhưng lại vô cùng thông minh. Biết Lương Ký lấy thân thế là ngoại thích mà lên chức Đại tướng quân, chuyên quyền nơi triều chính, lấn át đại thần, đến cả Hoàng đế cũng không bỏ vào trong mắt, vì thế Lưu Toản rất khó chịu với Lương Ký. Một lần đương triều, Lương Ký múa may loạn xạ, Lưu Toản bèn nói một câu: Thực là ngang ngược tướng quân. Không ngờ câu nói này khiến cho vị hoàng đế trẻ tuổi thành đoản mệnh. Lương Ký sai người hạ độc vào trong thực phẩm của Hoàng đế, lúc đó Hán Chất Đế chỉ vừa 9 tuổi.
Quần thần lại dấy lên kiến nghị, đòi lập Lưu Toán làm Hoàng đế. Nhưng Lương Ký lại kiến nghị với Lương thái hậu, lập Ngô Lễ hầu Lưu Chí làm Hoàng đế, người đã hứa hôn với Lương Nữ Oánh, em gái bà và Lương Ký. Lưu Chí lên ngôi trở thành Hán Hoàn Đế. Lương thái hậu tiếp tục nhiếp chính như trước, nhưng Lương Ký đã có quyền hành quá lớn, đẩy được Lý Cố (李固) ra khỏi triều đình khi ông này phản đối việc lên ngôi của Hoàn Đế.
Năm 147, Hán Hoàn Đế lập Lương Nữ Oánh, em gái Lương thái hậu làm Hoàng hậu. Trong triều, Lương Ký ngày càng lộng quyền, đổ tội cho Lý Cổ và Lưu Toán có ý mưu phản, khiến Lưu Toán phải tự sát. Lý Cổ cùng nhiều đại thần trong triều bị xử tử.
Sau khi không còn thế lực chống đối, Lương Ký tha hồ vơ vét của cải của dân chúng, tài sản có đến 4 tỷ đồng, chiếm một nửa ngân khố của nhà nước, những người bình dân cũng bị Lương Ký bắt làm nô tỳ.
Năm 159, Lương Thái hậu chết, phe cánh họ Lương của Lương Ký bị Hán Hoàn Đế diệt trừ, tài sản bị sung công, dân chúng nghe tin đều vui mừng. Việc điều hành quốc gia bắt đầu rơi vào tay tầng lớp hoạn quan sau khi Hoàn Đế phải dựa vào nhóm này để trừ khử quyền thần Lương Ký. Các hoạn quan gồm Thiện Siêu (單超), Từ Hoàng (徐璜), Cụ Viên (具瑗), Tả Quán (左悺), Đường Hành (唐衡) do có công tiêu diệt Lương Ký được Hoàn đế phong hầu trong một ngày được gọi là Ngũ hầu (五侯). Đơn Siêu được phong Tân phong hầu, ban thực ấp 2 vạn hộ; Từ Hoàng được phong Vũ Nguyên hầu, ban thực ấp 1,5 vạn hộ; Cụ Viên được phong Đông Vũ Dương hầu, ban thực ấp 1,5 vạn hộ; Tả Quán được phong Thượng Thái hầu, ban thực ấp 1,3 vạn hộ; Đường Hành được phong Nhữ Dương hầu, ban thực ấp 1,3 vạn hộ.

### Hoạn quan chuyên quyền
Trong thời gian nắm quyền, hoạn quan đã phát động hai đợt thanh trừng lớn, qua đó bức hại và loại trừ hầu hết các bậc trung thần hoặc những người không cùng phe cánh. Lịch sử gọi sự kiện này là Họa đảng cố (黨锢之祸). Triều đình Đông Hán thời kỳ này trở nên vô cùng hủ bại, việc mua quan bán tước được định giá công khai.
Năm 168, Hán Hoàn Đế qua đời, Đậu hoàng hậu tuyên bố lên làm Hoàng thái hậu nhiếp chính. Bà thoả thuận lựa chọn một đứa trẻ 12 tuổi ở nông thôn tên là Lưu Hoằng con của Giải độc đình hầu Lưu Trường, chút của Hán Chương Đế. Sau đó, bà cùng với Đậu Vũ đón Lưu Hoằng vào cung lập làm hoàng đế, tức Hán Linh Đế. Trong thời Hán Linh Đế một cuộc xung đột xảy ra giữa hoạn quan và các quan chức theo Khổng giáo. Phái Khổng giáo từ lâu vốn không thích các hoạn quan, coi họ là thiếu giáo dục và gây trở ngại cho một triều đình tốt.
Sự bành trướng thế lực của các bè phái cũng dẫn đến việc lôi kéo nhân tài về phía mình để củng cố lực lượng, tầng lớp trí thức bị chia rẽ rõ rệt. Một số a dua với ngoại thích hoặc hoạn quan theo đuổi quyền lợi phe phái được gọi là tầng lớp "trọc lưu". Đối lại với lớp trọc lưu là những phần tử nho học chân chính ủng hộ vương quyền thực sự của hoàng đế, được gọi là phái "Thanh lưu". Những lãnh tụ của phái Thanh lưu có thể kể ra đây như Lý Ưng, Trần Phồn, Vương Sướng, Phạm Bàng, Quách Thái,...
Chiến tranh xảy ra giữa các hoạn quan và phái Khổng giáo về sự ảnh hưởng của một vị phù thủy Đạo giáo. Vị phù thủy Đạo giáo tiên đoán rằng một lòng khoan dung khắp nơi sắp đến và sai con mình đi giết một người nào đó để bày tỏ sự tin tưởng vào sự tiên tri đó. Con trai của ông là người hầu cận của các hoạn quan, và các hoạn quan đã ngăn chặn sự hành hình của vị phù thủy. Tuy nhiên vị quan cai trị vẫn hành hình con vị phù thủy. Các hoạn quan buộc tội vị quan cai trị vi phạm vào điều luật của đế chế và âm mưu với sinh viên và những bậc trí thức để thành lập một liên minh bất hợp pháp nhằm chống lại chính quyền. Các hoạn quan có được lệnh từ Hán Linh Đế, ra lệnh bắt giữ các sinh viên dám biểu tình và dám tìm cách khấn nguyện lên hoàng đế. Và nhanh chóng, họ giết nhiều sinh viên trong ngục.
Sau nhiều năm tranh chấp chính quyền và các nhà cai trị không có thực lực, nhà Đông Hán dần suy vong. Ở một quốc gia coi Khổng giáo là quốc giáo, là bộ quy tắc ứng xử quan trọng nhất mà quyền lực thật sự lại không nằm trong tay các đồ đệ chân chính của Khổng Tử. Guồng máy nhà nước đã không được vận hành theo một cơ cấu hợp lý bởi thiếu những bộ óc lãnh đạo xứng đáng, và hệ quả tất yếu của nó là sự suy đồi của nền kinh tế. Thương nghiệp thoái hóa, cơ cấu kinh tế, nông nghiệp hoàn toàn bị phá vỡ bởi sự lộng hành của quý tộc địa chủ. Số lượng tiền tệ giảm bớt. Vàng gần như biến mất. Chinh phạt liên miên (đánh người Khương ở miền bắc, dẹp khởi loạn trong nước…) khiến quân phí tăng vọt (mấy mươi năm triều An đế, quân phí lên tới 70 triệu quan), do đó bắt buộc triều đình càng phải gia tăng thuế vụ, nhân dân bị bần cùng hóa.

### Nhà Hán tàn vong
Một người theo Đạo giáo tên là Trương Giác, quê ở quận Cự Lộc (Ký Châu, Hà Bắc) tự cho mình là "Đại hiền lương sư", đã đi quanh vùng làng quê giống như Trương Lăng. Ông tập hợp các tín đồ giáo dân ủng hộ mình, làm nên cuộc Khởi nghĩa Hoàng Cân (Khởi nghĩa Khăn Vàng), được đặt theo kiểu đội đầu của phong trào – màu vàng biểu thị sự liên kết của họ với yếu tố đất như đối kháng với yếu tố lửa, mà họ coi là của nhà Hán.
Hoảng sợ trước sự đấu tranh của cuộc nổi loạn, chính phủ Đông Hán và các tập đoàn quân phiệt ở các địa phương đã huy động toàn bộ lực lượng để đàn áp. Chỉ trong vòng 10 tháng Trương Giác đã bị đánh bại. Dư đảng quân Hoàng Cân còn ở khắp nơi hoành hành quấy nhiễu, quân triều đình qua cuộc chiến cũng bị thiệt hại nặng nề nên không đủ khả năng giúp các địa phương trấn áp triệt để. Tình thế ấy khiến cho Hoàng đế nhà Hán có một quyết sách rất mạo hiểm là mau chóng khuếch đại quyền hạn cho các thứ sử, cho phép họ thành lập quân đội riêng để tự dẹp loạn, đổi chức thứ sử một số châu thành chức châu mục (州牧). Chức mục bắt đầu ra đời từ đó, bấy giờ là năm 188. Các châu mục mau chóng có quyền hạn lớn, lực lượng độc lập, triều đình cũng nhanh chóng mất đi quyền chỉ huy khống chế các địa phương, tình trạng quần hùng cát cứ đã manh nha xuất hiện.
Năm 189, Hán Linh Đế qua đời, con trai của Hà hoàng hậu là Lưu Biện lên kế vị, tức Hán Thiếu Đế. Đại tướng quân Hà Tiến nắm trong tay thế lực ngoại thích, có mâu thuẫn với các hoạn quan trong Thập thường thị (十常侍) là Trương Nhượng. Hà Tiến vì muốn dẹp trừ thế lực hoạn quan, đã nghe theo lời Viên Thiệu, lệnh cho Thứ sử Tây Lương là Đổng Trác dẫn đại binh Tây Lương về Lạc Dương. Trong thời gian Đổng Trác đến Lạc Dương, Hà Tiến trong cung bị các hoạn quan giết hại, sau Viên Thiệu là thủ hạ của Hà Tiến đem quân vào cung giết hết các hoạn quan. Đổng Trác vào kinh đô, mau chóng nắm hết đại quyền, đuổi Viên Thiệu phải chạy ra khỏi Lạc Dương, sau đó ông vào cung phế truất Hán Thiếu Đế Lưu Biện, giáng làm Hoằng Nông vương (弘農王), lập Trần Lưu vương Lưu Hiệp kế vị, tức Hán Hiến Đế. Năm 192, Đổng Trác bị Lã Bố giết hại, chính quyền nhà Đông Hán bước sang thời kỳ phân liệt hỗn loạn.
Đương thời, Đại Hán bị phân chia thành các thế lực: Tào Tháo ở Duyện Châu; Viên Thiệu ở Hà Bắc; Viên Thuật ở Hoài Nam; Tôn Sách ở Giang Đông; Lưu Biểu ở Kinh Châu và Lưu Yên ở Ích Châu. Các sứ quân này đều dùng binh đao chiến đấu với nhau, riêng Tào Tháo nổi lên nắm quyền trong triều, rước Hán Hiến Đế về Hứa Xương, lập triều đình ở đấy, với ý định Hiệp thiên tử dĩ lệnh chư hầu (挾天子以令諸侯), kèm chặt Thiên tử để lệnh các chư hầu thuần phục. Với lợi thế đó, Tào Tháo dần tiêu diệt các phe cánh nhỏ, sau trận Quan Độ tiêu diệt được đại địch là Viên Thiệu. Chiếm được 4 châu phía Bắc của họ Viên, Tào Tháo về cơ bản đã thống nhất được miền Bắc Trung Nguyên.
Hán Hiến Đế khôi phục chức vụ Thừa tướng, phong cho Tào Tháo chức vị này. Từ đó Tào Tháo ngày càng quyền thế trong triều. Ông quyết định Nam chinh, thu phục Giang Đông nhưng bị đại bại trong trận Xích Bích, bị liên minh Lưu - Tôn của Lưu Bị và Tôn Quyền đánh bại. Tào Tháo rút quân về miền Bắc, không thân chinh Nam tiến lần nào nữa cho đến khi qua đời. Lưu Bị nhân đó chiếm Kinh Châu, làm căn cơ để phát triển thế lực. Cục diện Tào-Lưu-Tôn căn bản đã hình thành.
Năm 220, Tào Tháo qua đời, con của ông là Tào Phi đã phế bỏ Hán Hiến Đế, hơn 400 năm cai trị của nhà Hán chấm dứt. Tào Phi lên ngôi Hoàng đế, lập ra triều đại Tào Ngụy ở miền bắc Trung Quốc, bắt đầu thời kỳ Tam Quốc (Bắc Ngụy, Tây Thục, Đông Ngô) kéo dài 60 năm (220 - 280) nổi tiếng trong lịch sử Trung Quốc.

## Nỗ lực trung hưng của Thục Hán

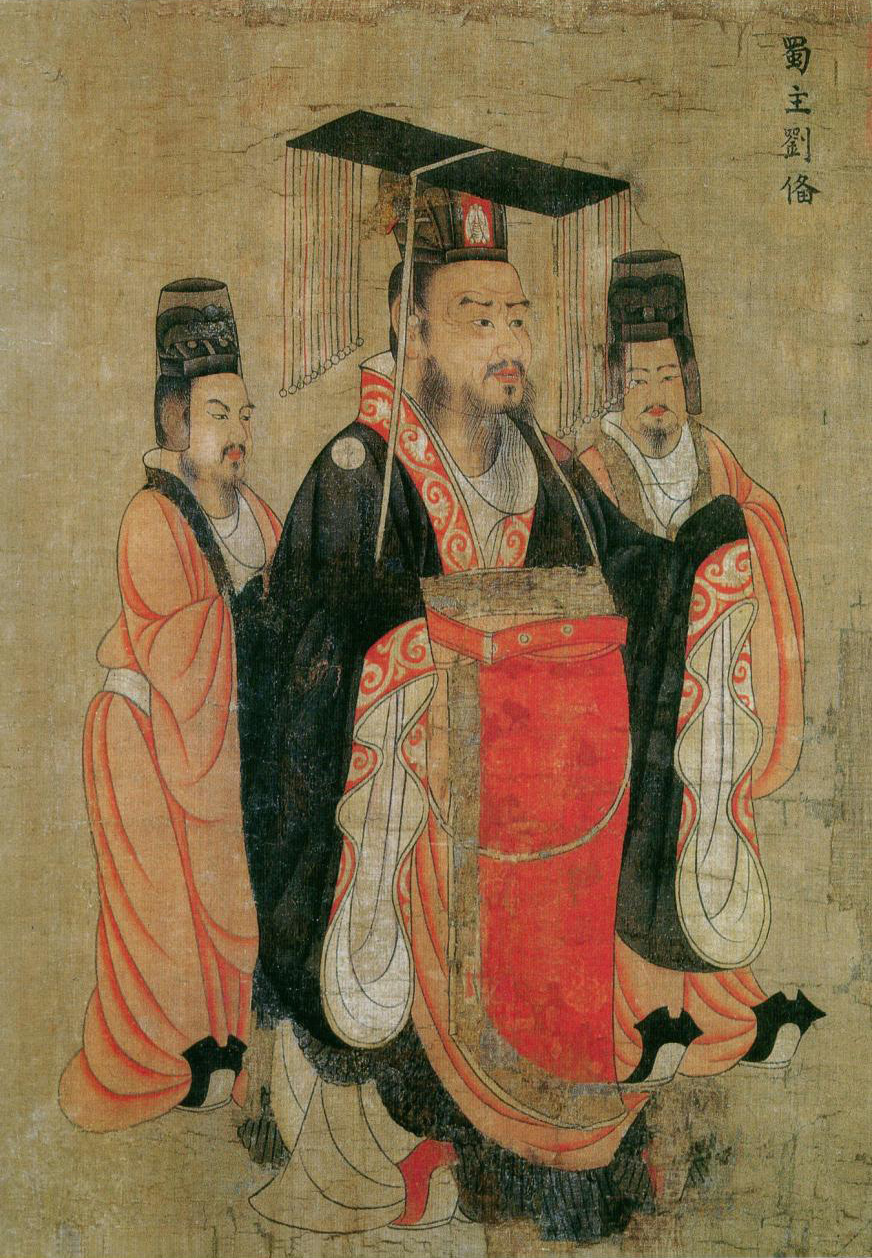
Hán Chiêu Liệt Đế-Lưu Bị

Khi triều đại nhà Hán suy yếu, Lưu Bị, một người thuộc dòng dõi hoàng tộc nhà Hán, đã tập hợp được lực lượng và nhiều tướng tài, đặc biệt là Gia Cát Lượng. Sau trận Xích Bích năm 208, ông đã chiếm được Kinh Châu, sau đó là Ích Châu, Ba Thục và Hán Trung. Với những vùng đất này, Lưu Bị đã có vị thế khá vững chắc ở Trung Quốc lúc bấy giờ. Năm 220, sau khi Tào Phi truất ngôi Hán Hiến Đế, Lưu Bị chính thức xưng đế và lập nên nước Thục-Hán và tuyên bố triều đình của ông là sự kế tục chính thống của nhà Hán, do Lưu Bị cũng có dòng máu Hoàng gia. Lưu Bị mất năm 223, và con là Lưu Thiện nối ngôi tức Thục Hán hậu chủ.
Sau các cuộc chiến tranh với Tào Ngụy, tài nguyên và nhân lực của Thục Hán bị suy yếu, cùng với sự yếu kém của chính quyền trung ương khiến cho sức mạnh của Thục Hán ngày càng đi xuống.
Vào năm 263, Tư Mã Chiêu cho 3 đạo quân tấn công vào nước Thục. Với chiến thuật phối hợp của Đặng Ngải và Chung Hội, quân đội nước Nguỵ nhanh chóng chiếm được Hán Trung và thẳng tiến đến Thành Đô. Hậu chủ Lưu Thiện lập tức đầu hàng, đánh dấu kết thúc cho sự kháng cự cuối cùng của hoàng tộc nhà Hán. Năm 265, đến lượt nhà Tào Ngụy bị Tư Mã Chiêu truất ngôi, nhà Tấn thành lập. Đến năm 280 Tấn đánh Ngô, thống nhất được toàn bộ Trung Hoa.
Hậu chủ Lưu Thiện được đưa đến thủ đô của nước Nguỵ là Lạc Dương và được phong làm An Lạc công, sống cuộc đời còn lại một cách thanh bình.

## Mở rộng lãnh thổ

### Người Tây Nam Di và Đông Nam Di
Tây Hán chinh phạt các tộc người Tây Nam Di và Đông Nam Di (phía tây và tây nam Tứ Xuyên, nam Cam Túc, tây Quý Châu, Vân Nam) đặt các quận Kiền Vi (năm 135 TCN), Tường Kha (Quý Châu), Việt Tây (Tứ Xuyên), Thẩm Lê (Tứ Xuyên), Văn Sơn (Tứ Xuyên), Vũ Đô (Cam Túc), đánh nước Điền đặt quận Ích Châu (Vân Nam) năm 109 TCN.
Để mở rộng quan hệ thương mại mới hình thành với Miến Điện và Ấn Độ, Hán Vũ Đế còn giao cho Đường Mông nhiệm vụ bảo trì và mở rộng Ngũ xích đạo, đổi tên nó thành "Tây nam Di đạo".
Vào thời gian đó, kỹ thuật canh tác trong nông nghiệp ở Vân Nam đã được cải thiện rõ rệt. Người dân địa phương sử dụng các công cụ và cày bừa bằng đồng thau cũng như chăn thả nhiều loại gia súc, như trâu, bò, ngựa, cừu, dê, lợn và chó. Các nhà nhân loại học đã xác định là những người này có quan hệ họ hàng gần với những người mà ngày nay gọi là người Thái. Họ sinh sống theo bộ tộc, đôi khi được những người Hán bị lưu đày đứng đầu.

### Nước Dạ Lang
Đầu đời nhà Hán có một nước Miêu ở về phía nam tên gọi là Dạ Lang chiếm một phần tỉnh Quảng Tây và phần lớn tỉnh Quý Châu hiện nay. Nước Dạ Lang giáp quận Ba Thục và một mặt thì giáp hồ Động Đình về phía tây giáp nước Điền của người Lô Lô miền Tây tỉnh Vân Nam bấy giờ, phía đông hồ Vân Nam. Nước cổ Dạ Lang từng phồn thịnh hàng trăm năm trên cao nguyên Quý Châu.
Thế kỷ thứ 2 TCN, nhà sử học Tư Mã Thiên đi theo sứ giả của nhà Hán đến thực thi sứ mệnh ngoại giao tại các chính quyền dân tộc thiểu số ở miền Tây Nam Trung Hoa. Trong " Sử ký -Tây Nam Di Chí" của Tư Mã Thiên ghi lại rằng, trong các bộ tộc Tây Nam, Dạ Lang có thế lực hùng mạnh nhất, có 100 nghìn lực lượng tinh nhuệ, tàu bè của người Dạ Lang đi lại trên mặt sông, quanh cảnh hết sức tấp nập. Lúc đó Đại Hán thống trị phần lớn khu vực Trung Nguyên, Dạ Lang nằm trong miền núi xa xôi hẻo lánh.
Năm 136 TCN, Hán Vũ Đế cử Đường Mông làm Lang trung tướng dẫn 1000 binh sĩ và mấy vạn dân đem theo lương thực và công cụ sản xuất xuất phát từ Ba quận vượt qua Phù Quan (Hợp Giang, Tứ Xuyên) đến Dạ Lang. Đường Mông tuyên truyền với Dạ Lang hầu Đa Đồng về sức mạnh của Hán triều, ban tặng của cải để Dạ Lang hầu cho phép Đường Mông đặt cơ quan quản lý ở đó và cử con trai Dạ Lang hầu làm Lệnh (tương đương huyện lệnh).
Năm 130 TCN, Hán Vũ Đế xuống lệnh đặt thành quận cả khu vực nói trên và chọn Bốc đạo (An biên trường tây nam thành phố Nghi Tân, Tứ Xuyên) làm quận lỵ rồi phát động quân sĩ 2 quận Ba Thục tiến hành việc mở đường từ Bậc đạo thông đến sông Tường Kha. Người đất Thục là Tư Mã Tương Như lại dâng thư yêu cầu đặt quận huyện tại Cùng (vùng thành phố Tây Xương, Tứ Xuyên), Trách (vùng huyện Diêm Nguyên, Tứ Xuyên) thuộc Tây Di. Tư Mã Tương Như được Vũ đế cử làm Trung lang tướng. Tư Mã Tương Như tuyên truyền với các thủ lĩnh dân tộc thiểu số tại địa phương được họ đồng ý cho nhà Hán đặt tại khu vực đó mười mấy huyện và 1 đô úy trực thuộc Thục quận.
Sau khi tiêu diệt Nam Việt, nhà Hán cho 8 hiệu úy chỉ huy các tội nhân tấn công Thư Lan (vùng phía tây nam huyện Hoàng Bình, Quý Châu) giết chết mấy vạn người, đặt tại khu vực Nam Di này quận Tường Kha. Dạ Lang hầu thấy Nam Việt bị tiêu diệt liền quy thuận nhà Hán được Vũ đế phong làm Dạ Lang vương.
Nước Dạ Lang đã quy phục nhà Hán năm 111 TCN và gọi là quận Kiền Vi. Sau này quận đó chia làm hai, quận Kiện Vi ở phía bắc và quận Thương Ngô ở về phía nam. Quận Kiền Vi phía bắc và phía tây giáp sông Dương Tử giang ngăn quận Kiện vi với quận Ba. Còn quận Thương Ngô thì phía bắc giáp quận Kiên Vi, phía tây giáp quận Tấn Ninh tức là nước Điền cũ, phía đông bắc giáp quận Vũ Lăng tức là quận Kiến Trung đời nhà Tấn. Ở đó có hồ Động Đình.

### Tây Vực
Thời kỳ Hán Quang Vũ Đế, nhiều nước ở Tây Vực nghĩ rằng thà chịu lệ thuộc Hán ở xa còn hơn là lệ thuộc Hung Nô ở gần, nên xin Quang Vũ Đế bảo hộ. Quang Vũ Đế không nhận vì không đủ quân đưa đi Tây Vực.
Hán Minh Đế lại phái Ban Siêu đi thông sứ các nước Tây Vực.
Ban Siêu người đất Bình Lăng, cha là Ban Bưu, anh cả là Ban Cố nhà sử gia nổi tiếng, em gái là Ban Chiêu, đều là những người học vấn uyên thâm nổi tiếng một thời. Siêu cũng có óc mạo hiểm như Trương Khiên, đến nước Thiện Thiện thuyết phục vua nước đó bỏ Hung Nô mà liên kết với Hán.
Mới đầu Vua Thiện Thiện tiếp ông rất lễ độ, trong khi đó, một phái đoàn của Hung Nô cũng tới, vua Thiện Thiện thay đổi thái độ, lơ là phái đoàn Hán. Ban Siêu cả gan dùng thuật vào hang cọp để bắt cọp con, nửa đêm sai mười người núp sau nhà của phái đoàn Hung Nô, người nào cũng cầm trống; còn 26 người nữa, núp ở phía trước nhà, rồi một mình ông tiến vào đốt nhà. Đêm đó có cơn dông, lửa bốc cao, bọn mười người phía sau đập trống vang trời, phái đoàn Hung Nô hoảng hốt, chạy ra phía trước, bị người Hán bắn chết một phần, phần còn lại chết cháy. Vua Thiện Thiện thấy vậy, vội thề kết thân với Hán. Chưa thấy phái đoàn ngoại giao nào dùng thuật kì dị như vậy.
Sau đó, Ban Siêu tới nước Vu Điền (Khetan) giết một mụ phù thủy quân sư của Nhà vua vì mụ dám nhục mạ sứ giả của nhà Hán, đòi sứ giả phải giết một con ngựa vàng mõm đen rồi hai bên mới thương thuyết. Vua Vu Điền thấy vậy cũng hoảng như Vua Thiện Thiện và vội xin qui phục nhà Hán, giết hết các sứ giả Hung Nô ở trong nước.
Nhờ phương pháp đó mà Ban Siêu thành công mĩ mãn: Nam Hung Nô và trên 50 nước nhỏ ở Tây Vực đều dâng biểu triều cống với nhà Hán. Còn Bắc Hung Nô thì bị Đậu Hiến đánh đuổi qua phía tây. Năm 69 tuổi, sau 30 năm hoạt động ở Tây Vực, Ban Siêu về nước, được Triều đình phong tước Định Viễn hầu, nghỉ được một năm rồi chết năm 102 (đời Hòa Đế).
Năm 74, sau khi đánh bại Hung Nô, một cơ quan quản lý người Hung nô được lập ra gọi là Tây Vực Đô hộ phủ và bị triệt thoái năm 107. Nhà Đông Hán đặt chức Hiệu úy Mậu Kỷ là chức quan võ cao cấp trông coi và giữ gìn vùng Tây Vực. Sau khi Ban Siêu về nước người kế nhiệm là Nhâm Thượng không tiếp thu kinh nghiệm của ông nên dẫn đến sai lầm trong việc cai trị.
Năm 107, Tây Vực Đô hộ phủ phải triệt thoái. Quân tư mã Ban Dũng và Ban Hùng phụng mệnh Nhà vua đón tiếp đô hộ và binh sĩ trú đóng ở Tây Vực trở về. Việc nhà Đông Hán triệt thoái Tây Vực Đô hộ phủ tạo cơ hội cho lực lượng tàn dư của Bắc Hung Nô tại núi Antai nổi dậy chiếm lĩnh Y Ngô, cướp bóc vùng Hà Tây. Một số nước Tây Vực lại đề nghị nhà Đông Hán bảo hộ. Đặng thái hậu đang chấp chính liền triệu kiến Ban Dũng và chấp nhận kiến nghị khôi phục Tây Vực của ông. Năm 123, Ban Dũng được cử làm Tây Vực Trưởng Lại, đóng ở Liễu Trung (tây nam huyện Thiện Thiện). Chức năng của phủ Trưởng sử cũng giống như của Đô hộ phủ. Ban Dũng đẩy lui tàn dư của Bắc Hung Nô, khôi phục sự thống trị của nhà Đông Hán tại Tây Vực. Ban Dũng thiết lập các đồn điền quân sự phía tây và đưa người Hán đến định cư. Tuy nhiên so với thời Tây Hán thì không mạnh bằng. Cuối đời Đông Hán, nhà Hán không còn đủ sức mạnh để khống chế Tây Vực nữa, phủ Trưởng sử không còn tồn tại.
Cuốn "Tây Vực trường sử" (Sử vùng Tây Vực) do Ban Dũng thực hiện một thời gian ngắn sau năm 127, dựa trên một phần những ghi chép của cha ông là Ban Siêu, là nguồn tư liệu chính về văn hóa và kinh tế xã hội của Tây Vực trong tập 88 cuốn sách này.
Nhà Đông Hán còn giữ được uy quyền ở Tây Vực trong một thời gian nữa, rồi khi suy nhược vì nạn ngoại thích và hoạn quan thì không kiểm soát được miền đó nữa. Nhưng công của những nhà thám hiểm như Ban Siêu, Ban Dũng không phải là vô ích. Nhờ những người đó mà Trung Hoa đã làm chủ và khai hóa được một miền rộng ở châu Á.

### Đất Cùng, Trách
Quân Hán lại giết chết các thủ lĩnh của Cùng làm cho Trách hầu và Nhiễm Manh sợ hãi xin thần phục, bằng lòng cho nhà Hán đặt quận Việt Tây tại kinh đô của Cùng, đặt quận Thẩm Lê tại kinh đô của Trách, đặt quận Văn Sơn tại Nhiễm Manh (phía bắc huyện Mậu Văn, Tứ Xuyên) còn ở Bạch Mã thì đặt quận Vũ Đô.

### Đất Điền
Vũ đế phái Vương Thiên Vũ đến đất Điền tuyên truyền sức mạnh của quân Hán nhưng Điền Vương ỷ có mấy vạn binh sĩ lại có những bộ tộc cùng họ ở phía đông bắc là Lao Thâm, Mạc My ủng hộ nên không chịu quy phục. Năm 109 TCN, Vũ đế điều động quân Ba Thục tấn công tiêu diệt Lao Thâm, Mạc My xua quân tiến sát đất Điền. Điền vương xin đầu hàng, nhà Hán giao quyền cho tướng Quách Xương đặt quận Ích châu với 24 huyện trực thuộc. Nơi đặt trụ sở của quận này là huyện Điền Trì (ngày nay là Tấn Ninh). Về sau lại hàng phục được Côn Minh sáp nhập vùng này vào quận Ích châu.
Biên cương nhà Hán mở rộng đến tận núi Cao Lê Cống và núi Ai Lao ngày nay, đồng thời có sự qua lại với người Ai Lao sống ở khu vực sông Lan thương và vùng đông bắc của Miến Điện. Tuy nhiên một số nơi có quá ít người sinh sống nên cuối đời Vũ đế xóa bỏ quận Thẩm lê, năm 67 TCN đời Tuyên đế xóa bỏ quận Văn Sơn. Lãnh thổ 2 quận này được nhập vào Thục quận.

## Ngoại giao

### Các nước phía nam Đông dương và nước Oa
Trong phần Địa lý chí của Hán thư có ghi chép con đường hàng hải giữa Tây Hán và các nước ở phương nam.
Từ Nhật Nam (duyên hải miền trung Việt Nam), Chướng Tái, Từ Văn (tây nam huyện Từ Văn, Quảng Đông), Hợp Phố (Hợp Phố, Bắc Hải, Quảng Tây) đi thuyền 5 tháng thì có thể đến nước Đô Nguyên; lại đi thuyền 4 tháng nữa sẽ gặp nước Ấp Lư Một; lại đi thêm ngoài 20 ngày sẽ đến nước Thầm Ly; nếu đi bộ thì hơn 10 ngày sẽ gặp nước Phù Cam Đô Lư. Từ nước Phù Cam Đô Lư đi thuyền hơn 2 tháng sẽ gặp nước Hoàng Chi; phong tục người dân ở đây cũng giống như người dân ở châu Nhai (đông bắc đảo Hải nam). Từ nước Hoàng Chi đi thêm 8 tháng sẽ tới Bì Tôn, nếu đi 2 tháng nữa sẽ đến Nhất Nam, Tượng Lâm, phía nam của Hoàng Chi có nước Trình Bất. Sứ giả và người thông dịch của nhà Hán đi đến đây thì dừng.
Năm 69, Quốc vương Ai Lao xin nội thuộc vào Đông Hán, nhà Đông Hán lập tại đó 2 huyện đồng thời tách từ Ích Châu 6 huyện lập thành quận Vĩnh Xương. Cương vực nhà Đông Hán mở rộng đến Cao nguyên Vân Quý và phía đông Miến Điện.
Đời Hán Minh Đế, các bộ Bạch Lang, Bàn Mộc phía tây quận Văn Sơn gồm 130 vạn hộ, sáu triệu nhân khẩu, tình nguyện quy thuộc nhà Hán.
Năm 87, vùng Bắc Miến Điện sai sứ đến Đông Hán tiến cống đá quý, chim Trả, bông cây gạo, trâu rừng, ngà voi, minh châu, ngọc sang và mang về tơ lụa. Vào thế kỷ thứ 3, khi kỹ thuật canh tác nông nghiệp Trung Nguyên được Gia Cát Lượng truyền bá cho dân chúng vùng Vân Nam, Quý Châu thì sau đó không lâu những kỹ thuật này cũng được truyền vào Miến Điện. Từ Vân Nam, việc chế tạo rượu, nuôi tằm cũng được truyền sang nước Lào.
Năm 87, nước An Tức triều cống sư tử cho Trung Quốc. Về sau vào niên hiệu Dực Niên, Quốc vương nước An Tức phái sứ giả mang lễ vật triều cống sang Trung Quốc, mở đầu cho sự giao thương giữa hai nước. Năm 101, nước An Tức lại thường mang lễ vật sang triều cống cho triều Đông Hán.
Năm 57, quốc vương nước Na (Nụy Vương) Nhật Bản tiến cống Quang Vũ Đế ở Lạc Dương và nhận ấn thụ Hán Nụy Nô Quốc Vương (Vua nước Na đất Wa thuộc Hán). Cũng theo Hậu Hán thư, năm 180, các tiểu quốc Oa thống nhất dưới quyền Nữ hoàng Himiko (Ti Di Hô) của nước Yamatai và năm 237, Nữ hoàng gửi sứ tiết sang Trung Quốc.

### Các dân tộc ở miền Nam
Thời Đông Hán có nhiều dân tộc thiểu số ở vùng Hồ Nam, Tứ xuyên, Vân Nam, Quý Châu. Người Dao ở Quý Châu và tây Hồ Nam dùng các thứ vải gai màu để may quần áo rất đẹp. Người Dao cũng là một tộc người rất dũng cảm và thiện chiến. Nhà Đông Hán đã bắt họ nộp tô thuế rất nặng, ngoài ra họ còn bị bọn quan lại đánh đập nữa, vì thế họ thường nổi lên chống cự, trong vòng ba năm đã hai lần đánh bại quân triều đình.
Người Điền: Vào thời kỳ đồ đá mới, ở đây đã có sự định cư của con người trong khu vực hồ Điền Trì. Những người nguyên thủy này sử dụng các công cụ bằng đá và đã xây dựng được các công trình đơn giản bằng gỗ.
Vào khoảng thế kỷ 3 TCN, khu vực trung tâm của Vân Nam, xung quanh Côn Minh ngày nay đã được biết đến như là Điền. Một viên tướng nước Sở là Trang Kiểu đã từ thượng nguồn Trường Giang tiến vào khu vực này, lập ra nước Điền và tự xưng là "vua nước Điền". Ông và những người kế nghiệp ông đã mang tới Vân Nam ảnh hưởng của người Hán, sự khởi đầu của một lịch sử lâu đời các cuộc di cư và sự mở rộng ảnh hưởng văn hóa. Năm 221 TCN, Tần Thủy Hoàng thống nhất Trung Quốc và mở rộng quyền lực của mình xuống phía nam. Các châu và huyện đã được thiết lập tại đông bắc Vân Nam. Đường giao thông đang có tại Tứ Xuyên đã được mở rộng về phía nam tới gần Khúc Tĩnh ngày nay, ở miền đông Vân Nam - được gọi là "Ngũ xích đạo" (đường 5 thước). Năm 109 TCN, Hán Vũ Đế giao quyền cho tướng Quách Xương đến Vân Nam để thiết lập quận Ích Châu với 24 huyện trực thuộc. Nơi đặt trụ sở của quận này là huyện Điền Trì (ngày nay là Tấn Ninh). Một huyện khác được gọi là "Vân Nam", có lẽ là lần sử dụng đầu tiên của tên gọi này. Để mở rộng quan hệ thương mại mới hình thành với Miến Điện và Ấn Độ, Hán Vũ Đế còn giao cho Đường Mông nhiệm vụ bảo trì và mở rộng Ngũ xích đạo, đổi tên nó thành "Tây nam Di đạo". Vào thời gian đó, kỹ thuật canh tác trong nông nghiệp ở Vân Nam đã được cải thiện rõ rệt. Người dân địa phương sử dụng các công cụ và cày bừa bằng đồng thau cũng như chăn thả nhiều loại gia súc, như trâu, bò, ngựa, cừu, dê, lợn và chó.
Người Điền ở xung quanh hồ Điền đã khai thông ao hồ để tưới tiêu. Người Ai lao ở giữa vùng sông Nộ và sông Lan thương biết dệt một thứ vải bằng gai mịn như gấm. Ở đó họ đá sản xuất đồng, sắt, chì, thiếc và thủy tinh. Nhà Đông Hán đã đặt quận huyện tại khu vực này. Người Hán cũng thường quan hệ giao lưu với người Điền và người Ai Lao. Giữa thế kỷ thứ hai, Doãn Trân người vùng Tang Ca (Quý Châu) có đến Lạc dương học kinh sách rồi trở về quê dạy học có ảnh hưởng lớn đối với văn hóa trong vùng.

### Nổi dậy ở Tượng Lâm
Trong thế kỷ 2 tình hình chính trị ở phía nam huyện Tượng Lâm, luôn dao động.
Mùa hè năm 100, hơn 2.000 dân Tượng Lâm nổi lên phá đồn, đốt thành, giết một số quan quân cai trị. Chính quyền đô hộ Hán phải huy động quân của các quận huyện khác đến dẹp, giết được chủ tướng, cuộc nổi loạn mới tạm yên. Từ đó chính quyền nhà Hán không dám ức hiếp một cách thô bạo dân cư tại đây nhưng đặt vùng đất này dưới quyền cai trị trực tiếp, do một binh trưởng sứ cầm đầu, đề phòng những cuộc nổi loạn sau này. Để lấy lòng dân cư địa phương, quan quân nhà Hán tổ chức phát chẩn cho dân nghèo, miễn thuế hai năm v.v.
Mục đích của chính sách cai trị trực tiếp này là thu thuế và nhận phẩm vật triều cống (vàng, bạc, sừng tê giác, ngà voi, móng chim ưng, hương liệu, vải lụa) càng nhiều càng tốt. Thuế và phẩm vật triều cống do những lãnh chúa địa phương thay mặt nhà Hán thu của dân. Như vậy nhà Hán vừa có thu nhập vừa không hao tốn ngân quỹ, lại duy trì được ảnh hưởng trên vùng đất đó, bù lại lãnh chúa địa phương được sắc phong và được bảo vệ khi bị tấn công.
Theo sử liệu cổ của Trung Hoa (Hậu Hán thư, Lưu Long truyện, Mã Viện truyện) ghi lại thì người huyện Tượng Lâm luôn chống đối lại chính sách cai trị của nhà Hán và thường tranh chấp lẫn nhau về quyền cai trị tại vùng đất này. Tượng Lâm ở quá xa chính quốc nên sự cai trị trực tiếp của những quan đô hộ và binh lực nhà Hán làm hao tốn công quỹ mà lợi ích chính trị và kinh tế không cao, do đó đã rất lơ là.
Năm 136, khoảng 1.000 dân Tượng Lâm nổi lên chống lại sự cai trị của nhà Hán và đánh chiếm huyện Tượng Lâm, họ đốt thành và giết trưởng lại (huyện trưởng). Năm sau thứ sử Giao Chỉ là Phàn Diễn phải điều hơn 10.000 binh sĩ từ hai quận Giao Chỉ và Cửu Chân xuống đàn áp nhưng thất bại. Thay vì đi dẹp loạn, đoàn quân này lại phối hợp với dân quân Tượng Lâm chống lại và chiếm đóng một số thành quách khác trong quận, quan quân Đông Hán phải rút lui khỏi huyện Tượng Lâm.
Năm 138, Giả Xương, quan thị ngự sử nhà Hán đi sứ phía nam, đã cùng với các quan thái thú trong quận Nhật Nam gom quân dẹp những cuộc nổi loạn ở huyện Tượng Lâm. Sau gần một năm, tất cả đều thất bại, và họ còn bị quân địa phương bao vây hơn cả năm trời. Từ đó nhà Hán mất tin tưởng ở đám quan quân địa phương và chỉ tin dùng quan quân từ Trung Hoa đưa xuống. Năm sau Hán Thuận Đế sai tướng Giả Xương huy động 40.000 quân ở các Kinh Châu, Dương Châu, Duyện Châu, Dự Châu xuống đàn áp cuộc nổi dậy. Giả Xương bị quân nổi loạn đánh bại, nhà Hán sai một tướng khác là Lý Cố mang viện binh tiếp trợ nhưng Lý Cố viện các lý do để hoãn binh. Cuộc tiến quân bị dừng lại.
Những kế sách của Lý Cố là:
- Ly gián nội bộ những người nổi loạn bằng cách mua chuộc những lãnh chúa địa phương nhằm làm suy yếu tiềm lực của dân quân Tượng Lâm.
- Tránh can thiệp bằng quân sự vào những tranh chấp cục bộ của người địa phương.
- Chỉ để lại một quan lại người địa phương thay mặt thiên triều cai trị.
- Vấn đề lãnh đạo địa phương để cho người địa phương chọn lấy, người thắng cuộc được thiên triều tấn phong.
- Quan cai trị địa phương phải là một lãnh chúa thần phục thiên triều.
- Tước Vương hầu (dành cho người Hán) và Liệt Thổ (dành cho người địa phương).

Để thực hiện mưu kế này, nhà Hán phong Trương Kiều làm thứ sử Giao Chỉ và Chúc Lương làm thái thú Cửu Chân; cả hai có nhiệm vụ thu thuế và nhận phẩm vật từ những quan lại được nhà Hán tấn phong. Trương Kiều đã thu phục được hàng chục ngàn dân thường của Nhật Nam và Tượng Lâm quy thuận Hán triều.
Năm 144, dân quận Nhật Nam và huyện Tượng Lâm lại nổi lên chống lại ách cai trị của nhà Hán, nhưng bị thứ sử Hạ Phương đánh bại. Năm 157, Chu Đạt cùng với dân chúng Cửu Chân nổi lên giết huyện lệnh Cự Phong và thái thú Nghê Thức chiếm quyền lãnh đạo. Sự kết hợp tự nhiên giữa dân chúng hai quận Cửu Chân và Nhật Nam gây nhiều bối rối cho các quan quân cai trị. Dưới sự chỉ huy của đô úy quận Cửu Chân là Ngụy Lãng, quân Hán phản công quyết liệt, giết hơn 2.000 dân Cửu Chân, phe nổi loạn phải chạy xuống phía nam chiếm quận Nhật Nam và chống trả lại. Trong ba năm, từ 157 đến 160, quân Tượng Lâm (khoảng 20.000 người) tiến lên đánh quân Hán và chiếm nhiều huyện khác của Nhật Nam. Vài năm sau, năm 178, Lương Long cầm đầu cuộc khởi nghĩa chống lại quân Hán, chiếm được nhiều vùng đất từ Giao Chỉ đến Hợp Phố và từ Cửu Chân đến Nhật Nam; năm 181 Hán vương cử Lã Đại mang quân sang đánh dẹp.
Đến đời Sơ Bình (190-193), nhân nội tình Trung Hoa rối loạn, dân Tượng Lâm, phối hợp với dân 2 quận Cửu Chân và Nhật Nam, nổi lên đánh đuổi quân Hán và giành thắng lợi. Tại năm 192, vương quốc Champa đã ra đời và dân Tượng Lâm độc lập, dưới tên gọi Lâm Ấp rồi vương quốc và dân tộc họ phát triển. Tuy vậy; tại sau đó, chính dân tộc này cùng quốc gia Champa này của họ bị người Việt từ xứ Giao Chỉ tiêu diệt dần để phát triển lãnh thổ và phát triển dân cư sau khi có độc lập và tự do khỏi quốc gia Trung Hoa khiến quốc gia Champa bị diệt vong và tộc bản địa đã bị sáp nhập.

### Người Khương nổi dậy
Người Khương ở Lương Châu (vùng Cam Túc, Thanh Hải) sinh sống bằng nghề chăn nuôi là một dân tộc thiện chiến, họ xem việc chết trận là một vinh dự. Thời Tây Hán đã có nhiều người Hán đến định cư cùng với người Khương, ở Thanh Hải, Cam Túc, Thiểm Tây, người Khương ở cùng với người Hán.
Năm 106, người Khương sống ở phía tây Ngọc Môn Quan (phía tây bắc Đôn Hoàng, Cam Túc) nổi loạn, xuất quân xâm phạm quận Vũ Đô. Năm 107 nhà Đông Hán bắt người Khương đi đánh Tây Vực, người Khương không muốn xa lìa quê hương nên khi mới ra đi họ đã rủ nhau trốn về. Quan lại Triều đình liền bắt bớ và đốt phá nhà cửa của họ. Năm 110, người Khương phẫn nộ và vùng lên nổi dậy, lấy gậy gộc làm vũ khí, lấy ván làm khiên chống lại Quân đội Đông Hán, giết chết nhiều quan lại và địa chủ Hán. Triều đình và quan lại các châu huyện đều sợ người Khương và bắt buộc dân Hán phải dời vào nội địa nhưng người Hán cũng không chịu đi, sợ khi vào nội địa đời sống không được đảm bảo. Quân đội Đông Hán liền dỡ nhà cửa và đốt lương thực của dân Hán. Bất đắc dĩ, người Hán phải liên hiệp với người Khương chống lại hành động áp bức của Triều đình. Năm 121, người Khương và người Tiên Ti lại nổi dậy, cuộc nổi dậy tiếp diễn trong suốt những năm cuối triều An Đế.
Mùa xuân năm 165, Hộ khương hiệu úy Đoàn Quýnh mở chiến dịch tấn công vào toàn bộ các bộ lạc Đông Khương, trong vòng 6 tháng liên tục, ông đã giết hết 23,000 người tộc Đông Khương, nô dịch hơn 10,000 người khác và cướp được hơn 8 triệu loài gia súc.Ông liên tục mở nhiều chiến dịch tương tự vào những năm sau, cho đến năm 169, khi ông mở chiến dịch cuối cùng, đuổi toàn bộ tộc Đông Khương khỏi Lương Châu, trong đó ông đánh hơn 180 trận, giết hơn 38,600 quân địch, cướp được hơn 427,500 gia súc, và đến khi chiến dịch này kết thúc, chỉ có 4,000 người Đông Khương là còn sống, bởi vì Đoàn Quýnh đã gần như tận diệt tất cả dân Đông Khương. Và mặc dù chiến dịch này khiến nhà Hán phải chi hơn 4,4 tỷ ngũ thù, Đoàn Quýnh chỉ mất hơn 400 quân, và được coi là tướng quân thành công nhất nhà Đông Hán.
Chiến tranh giữa người Khương với nhà Đông Hán kéo dài hơn 60 năm, cuối cùng nhà Đông Hán cũng dập tắt được cuộc nổi dậy nhưng hao tổn nhiều nhân lực, quân phí lên đến ba bốn chục tỷ lạng, ngân sách bị thâm hụt.

## Sự khởi đầu con đường tơ lụa

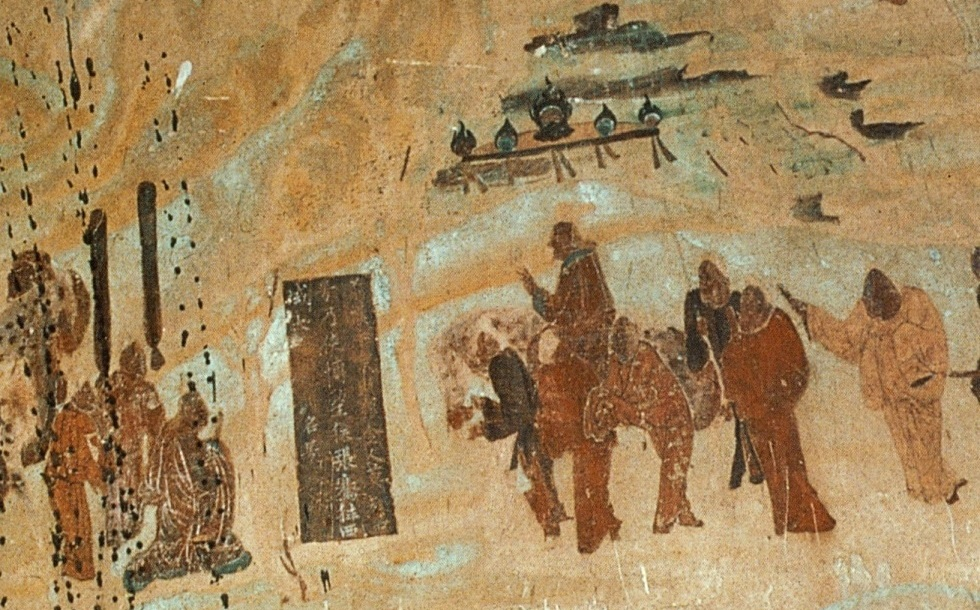
Hành trình 138 TCN–126 TCN của Trương Khiên về phía tây, Hang Mộ Cao, tranh tường 618–712.

Từ năm 138 TCN, Vũ đế cũng cử Trương Khiên hai lần dẫn đoàn sứ bộ đi về các vùng phía tây, và quá trình khai phá con đường hiện được gọi là Con đường tơ lụa từ Trường An (Tây An, tỉnh Thiểm Tây hiện nay), xuyên qua Tân Cương và Trung Á tới bờ phía đông Địa Trung Hải.
Tiếp theo các đoàn sứ bộ của Trương Khiên, các quan hệ giữa Trung Quốc và Trung cũng như Tây Á phát triển, khi ngày càng có nhiều đoàn sứ thần Trung Quốc được cử đi trong cả thế kỷ thứ 1 TrCN, khởi đầu sự phát triển của Con đường tơ lụa:
| “ | "Phái đoàn sứ bộ lớn nhất đi ra ngoại quốc gồm vài trăm người, trong khi đoàn ít nhất cũng hơn 100 người... Trong một năm có từ năm, sáu đến hơn mười đoàn được phái đi." | ” |

Trung Quốc cũng cử các phái đoàn tới Parthia, và tiếp sau là nhiều phái đoàn đi lại giữa hai nước khoảng năm 100 TrCN.
| “ | "Khi đoàn sứ bộ Hán lần đầu tiên tới vương quốc An Tức-Anxi (Parthia), nhà vua Anxi đã gửi một đoàn 20.000 kỵ binh tới gặp họ ở biên giới phía đông vương quốc... Khi các đoàn sứ bộ Hán trở về nước, vua Anxi cũng gửi các đoàn sứ của mình đi theo cùng với họ... Hoàng đế rất hài lòng về điều này." | ” |

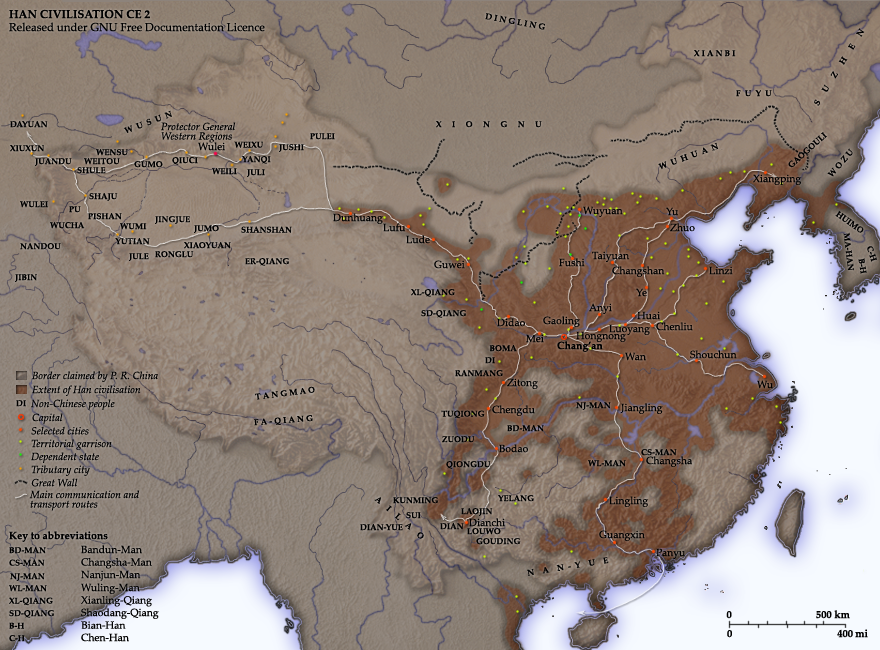
Các quan hệ ngoại giao nhà Hán năm 2 CN

Nhà sử học La Mã Florus miêu tả sự viếng thăm của nhiều đoàn sứ bộ, trong đó có Seres (người Trung Quốc), tới vị hoàng đế đầu tiên của La Mã là Augustus, cầm quyền từ năm 27 TCN đến năm 14:
| “ | "Thậm chí các nước còn lại của thế giới, vốn không phải là mục tiêu của sự thống trị của nó cũng nhận thức được sự vĩ đại của nó, và nó được chiêm ngưỡng với lòng kính trọng dành cho người dân La Mã, nhà chinh phục vĩ đại của các quốc gia. Vì thế thậm chí người Scythia và Sarmatia cũng gửi các đoàn sứ giả tới để tìm kiếm tình hữu nghị với La Mã. Không những thế, người Sere cũng tới và người Ấn Độ cư trú ở bên dưới đỉnh mặt trời cũng mang tới những quà tặng gồm đá quý và ngọc trai và voi, nhưng hãy bớt nghĩ về thời điểm đó mà hãy nghĩ nhiều hơn về sự to lớn của con đường họ đã đi qua, và họ đã nói rằng phải mất bốn năm. Trên thực tế phải nhìn vào nước da của họ để thấy rằng họ là giống người ở tại một vùng khác trên Trái Đất so với chúng ta." | ” |

Năm 97, một vị tướng Trung Quốc là Ban Siêu đã đi về phía tây tới tận biển Caspi với 70.000 quân và thiết lập các liên hệ quân sự trực tiếp với đế chế Parthia, và cũng sai Cam Anh đi sứ tới La Mã.
Nhiều đoàn sứ bộ La Mã đến Trung Quốc kể từ năm 166, và được ghi chép chính thức trong biên niên sử Trung Quốc. Những sự trao đổi hàng hóa như tơ lụa Trung Quốc, ngà voi châu Phi và hương trầm La Mã làm tăng cường tiếp xúc giữa Đông và Tây.
Các tiếp xúc với đế quốc Quý Sương dẫn tới việc đưa Phật giáo từ Ấn Độ vào Trung Quốc ở thế kỷ 1.

## Xã hội
Để có được nhiều tiền cung cấp cho các chiến dịch quân sự thắng lợi chống Hung Nô, Hán Vũ Đế bỏ ngỏ việc kiểm soát đất đai cho các nhà buôn và những người giàu có, và vì thế đã hợp pháp hóa quá trình tư hữu hóa đất đai. Thuế đất đai dựa trên diện tích của mảnh đất chứ không phải trên thu nhập có được từ nó. Thu hoạch từ mùa màng không phải luôn luôn đủ để nộp thuế vì việc bán sản phẩm bị thị trường chi phối nên không thể đảm bảo luôn có được một số thu cố định, đặc biệt sau khi bị thiên tai làm thiệt hại mùa màng. Các lái buôn và các gia đình thế lực dụ dỗ nông dân bán đất của mình, bởi vì sự tích luỹ đất đai giúp đảm bảo cuộc sống sung túc và quyền lực của họ và cả con cháu họ trong xã hội nông nghiệp Trung Quốc. Vì thế có sự tích tụ đất đai vào giai cấp mới, bao gồm các gia đình chủ đất. Triều đình nhà Hán tới lượt họ lại áp thêm thuế đối với những người đầy tớ vẫn còn độc lập để bù vào số thuế thiếu hụt, vì thế lại càng thúc đẩy nhiều nông dân chui vào tay tầng lớp chủ đất hay chúa đất.

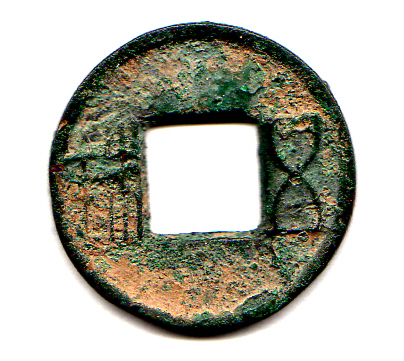
Một đồng tiền xu thời Hán bằng đồng Thế kỷ thứ nhất TCN.

Về mặt lý thuyết, nông dân trả cho chúa đất một lượng thu nhập theo chu kỳ (thường là hàng năm), để được bảo vệ khỏi nạn cướp bóc và các mối nguy hiểm khác. Trên thực tế, số lượng nông dân đông đảo ngày càng tăng dưới thời thịnh vượng của nhà Hán và số lượng đất đai hạn chế đã làm cho tầng lớp trên nâng cao đòi hỏi của họ đối với bất kỳ một nông dân phụ thuộc nào. Việc học hành không đầy đủ và thường là hoàn toàn mù chữ của người nông dân buộc họ phải làm việc chân tay để sống, và thường là làm ruộng trong một xã hội nông nghiệp. Các nông dân vì không có nghề nào khác tốt hơn để kiếm sống buộc phải hạ tiêu chuẩn và hạ giá bán sản phẩm nông nghiệp để trả tiền cho các chúa đất. Trên thực tế, họ thường phải trì hoãn việc thanh toán hoặc vay mượn tiền từ các chủ đất của họ sau khi thiên tai làm mất mùa. Để làm tình trạng của họ tồi tệ hơn, một số nhà cai trị thời Hán còn tăng thuế lên gấp đôi. Cuối cùng đời sống của tá điền ngày càng kém sút vì họ bị phụ thuộc vào mùa màng của mảnh đất đã từng thuộc sở hữu của họ.
Tầng lớp chủ đất và lãnh chúa còn đưa ra các thông tin không đúng về các tá điền và ruộng đất của họ để trốn thuế; tình trạng tham nhũng và sự bất lực của tầng lớp trí thức Khổng giáo trong lĩnh vực kinh tế đóng một vai trò rất nguy hiểm trong việc này. Những quan lại nhà Hán nào cố gắng tước đoạt đất đai ra khỏi tay các lãnh chúa đều gặp phải sự kháng cự mạnh mẽ và chính sách của họ không thể thực thi nổi. Trên thực tế chỉ một thành viên trong các gia đình chủ đất, ví dụ như Vương Mãng là có thể đưa các ý tưởng cải cách này thành hiện thực dù nó đã thất bại khi ông tìm cách thực hiện các chính sách "quay lại thời trước".

## Các hoàng đế nhà Hán

### Nhà Tây Hán (202 TCN - 8)
| Miếu hiệu  | Thụy hiệu            | Họ tên        | Niên hiệu | Trị vì             |
| ---------- | -------------------- | ------------- | --- | ------------------ |
| Thái Tổ    | Hiếu Cao Hoàng Đế    | Lưu Bang      | Không có | 202 TCN - 195 TCN  |
| Không có   | Hiếu Huệ Hoàng Đế    | Lưu Doanh     | Không có | 195 TCN - 188 TCN  |
| Không có   | Không có             | Lưu Cung      | Không có | 188 TCN - 184 TCN  |
| Không có   | Không có             | Lưu Hồng      | Không có | 184 TCN - 180 TCN  |
| Thái Tông  | Hiếu Văn Hoàng Đế    | Lưu Hằng      | Kiến Nguyên (179 TCN - 164 TCN) Hậu Nguyên (163 TCN - 157 TCN) | 180 TCN - 157 TCN  |
| Không có   | Hiếu Cảnh Hoàng Đế   | Lưu Khải      | Tiền Nguyên (156 TCN - 150 TCN) Trung Nguyên (149 TCN - 144 TCN) Hậu Nguyên (143 TCN - 141 TCN) | 157 TCN - 141 TCN  |
| Thế Tông   | Hiếu Vũ Hoàng Đế     | Lưu Triệt     | Kiến Nguyên (140 TCN - 135 TCN) Nguyên Quang (134 TCN - 129 TCN) Nguyên Sóc (128 TCN - 123 TCN) Nguyên Thú (122 TCN - 117 TCN) Nguyên Đỉnh (116 TCN - 111 TCN) Nguyên Phong (110 TCN - 105 TCN) Thái Sơ (104 TCN - 101 TCN) Thiên Hán (100 TCN - 97 TCN) Thái Thủy (96 TCN - 93 TCN) Diên Hòa/Chính Hòa (92 TCN - 89 TCN) Hậu Nguyên (88 TCN - 87 TCN) | 141 TCN - 87 TCN   |
| Không có   | Hiếu Chiêu Hoàng Đế  | Lưu Phất Lăng | Thủy Nguyên (87 TCN - 80 TCN) Nguyên Phượng (80 TCN - 75 TCN) Nguyên Bình (74 TCN) | 87 TCN - 74 TCN    |
| Không có   | Không có             | Lưu Hạ        | Không có | 27 ngày năm 74 TCN |
| Trung Tông | Hiếu Tuyên Hoàng Đế  | Lưu Tuân      | Nguyên Bình (74 TCN) Bàn Thủy (73 TCN - 70 TCN) Địa Tiết (69 TCN - 66 TCN) Nguyên Khang (65 TCN - 61 TCN) Thần Tước (61 TCN - 58 TCN) Ngũ Phượng (57 TCN - 54 TCN) Cam Lộ (53 TCN - 50 TCN) Hoàng Long (49 TCN) | 74 TCN - 49 TCN    |
| Cao Tông   | Hiếu Nguyên Hoàng Đế | Lưu Thích     | Sơ Nguyên (48 TCN - 44 TCN) Vĩnh Quang (43 TCN - 39 TCN) Kiến Chiêu (38 TCN - 34 TCN) Cánh Ninh (33 TCN) | 48 TCN - 33 TCN    |
| Thống Tông | Hiếu Thành Hoàng Đế  | Lưu Ngao      | Kiến Thủy (32 TCN - 28 TCN) Hà Bình (28 TCN - 25 TCN) Dương Sóc (24 TCN - 21 TCN) Hồng Gia (20 TCN - 17 TCN) Vĩnh Thủy (16 TCN - 13 TCN) Nguyên Đình (12 TCN - 9 TCN) Tuy Hòa (9 TCN - 7 TCN) | 32 TCN - 7 TCN)    |
| Không có   | Hiếu Ai Hoàng Đế     | Lưu Hân       | Kiến Bình (6 TCN - 3 TCN) Nguyên Thọ (2 TCN - 1 TCN) | 6 TCN - 1 TCN      |
| Không có   | Hiếu Bình Hoàng Đế   | Lưu Khản      | Nguyên Thủy (1 - 5) | 1 TCN - 5          |
| Không có   | Không có             | Lưu Anh       | Không có | 5 - 8 và 25        |

### Thời kì đứt quãng (8 - 25)
| Miếu hiệu | Thụy hiệu | Họ tên     | Niên hiệu           | Trị vì  |
| --------- | --------- | ---------- | ------------------- | ------- |
| Không có  | Không có  | Lưu Huyền  | Canh Thủy (23 - 25) | 23 - 25 |
| Không có  | Không có  | Lưu Bồn Tử | Kiến Thủy (25 - 27) | 25 - 27 |

### Nhà Đông Hán (25 - 220)
| Miếu hiệu | Thụy hiệu            | Họ tên              | Niên hiệu | Trị vì    |
| --------- | -------------------- | ------------------- | --- | --------- |
| Thế Tổ    | Quang Vũ Hoàng Đế    | Lưu Tú              | Kiến Vũ (25 - 56) Kiến Vũ Trung Nguyên (56 - 57)                                                                                           | 25 - 57   |
| Hiển Tông | Hiếu Minh Hoàng Đế   | Lưu Dương/Lưu Trang | Vĩnh Bình (58 - 75) | 57 - 75   |
| Túc Tông  | Hiếu Chương Hoàng Đế | Lưu Đát             | Kiến Sơ (76 - 84) Nguyên Hòa (84 - 87) Chương Hòa (87 - 88)                                                                                | 76 - 88   |
| Mục Tông  | Hiếu Hòa Hoàng Đế    | Lưu Triệu           | Vĩnh Nguyên (89 - 3/105) Nguyên Hưng (4/105 - 12/105)                                                                                      | 88 - 105  |
| Không có  | Hiếu Thương Hoàng Đế | Lưu Long            | Duyên Bình (106) | 106       |
| Cung Tông | Hiếu An Hoàng Đế     | Lưu Hỗ              | Vĩnh Sơ (107 - 113) Nguyên Sơ (114 - 120) Vĩnh Ninh (120 - 121) Kiến Quang (121 - 122) Diên Quang (122 - 125)                              | 106 - 125 |
| Không có  | Không có             | Lưu Ý               | Không có | 125       |
| Kính Tông | Hiếu Thuận Hoàng Đế  | Lưu Bảo             | Vĩnh Kiến (126 - 132) Dương Gia (132 - 135) Vĩnh Hòa (136 - 141) Hán An (142 - 144) Kiến Khang (144)                                       | 125 - 144 |
| Không có  | Hiếu Xung Hoàng Đế   | Lưu Bỉnh            | Vĩnh Gia (145) | 145       |
| Không có  | Hiếu Chất Hoàng Đế   | Lưu Toản            | Bản Sơ (146) | 145 - 146 |
| Uy Tông   | Hiếu Hoàn Hoàng Đế   | Lưu Chí             | Kiến Hòa (147 - 149) Hòa Bình (150) Nguyên Gia (151 - 153) Vĩnh Hưng (153 - 154) Vĩnh Thọ (155 - 158) Diên Hy (158 - 167) Vĩnh Khang (167) | 146 - 167 |
| Không có  | Hiếu Linh Hoàng Đế   | Lưu Hoằng           | Kiến Ninh (168 - 172) Hy Bình (172 - 178) Quang Hòa (178 - 184) Trung Hòa (184 - 189)                                                      | 167 - 189 |
| Không có  | Không có             | Lưu Biện            | Quang Hy (189) Chiêu Ninh (189) | 189       |
| Không có  | Hiếu Hiến Hoàng Đế   | Lưu Hiệp            | Vĩnh Hán (9/189 - 12/189) Trung Bình (12/189) Sơ Bình (190 - 193) Hưng Bình (194 - 195) Kiến An (196 - 2/220) Diên Khang (3/220 - 10/220)  | 189 - 220 |

### Nhà Thục Hán (220 - 263)
| Miếu hiệu | Thụy hiệu                         | Họ tên    | Niên hiệu                                                                       | Trị vì    |
| --------- | --------------------------------- | --------- | ------------------------------------------------------------------------------- | --------- |
| Liệt Tổ   | Chiêu Liệt Hoàng Đế               | Lưu Bị    | Chương Vũ (221 - 223)                                                           | 221 - 223 |
| Nhân Tông | An Lạc Tư công Hiếu Hoài Hoàng Đế | Lưu Thiện | Kiến Hưng (223 - 237) Diên Hi (238 - 257) Cảnh Diệu (258 - 263) Viêm Hưng (263) | 223 - 263 |